# Grèce dans la Première Guerre mondiale
Vous lisez un « article de qualité » labellisé en 2010.
Première Guerre mondiale (front d’Orient)
Batailles
Vêpres grecques
Bataille de Skra-di-Legen
Bataille de Doiran
La participation de la Grèce à la Première Guerre mondiale est d’abord indirecte, du fait de l’occupation de plusieurs régions du pays par les puissances belligérantes, mais elle a très vite d’importantes répercussions politiques et sociales. À partir de 1916, avec l’éclatement du « Schisme national », et surtout de 1917, la Grèce entre de plain-pied dans la guerre aux côtés de la Triple-Entente.
Lorsque éclate le conflit, en août 1914, le royaume hellène proclame d’abord sa neutralité. Cependant, les pressions des grandes puissances, et surtout de la France, obligent peu à peu le pays à prendre part dans le conflit. Plutôt germanophile et convaincu de la supériorité des empires centraux, le roi Constantin Ier se retrouve bientôt aux prises avec son Premier ministre, Elefthérios Venizélos, beaucoup plus favorable à la Triple-Entente. Le 3 octobre 1915, ce dernier autorise les troupes alliées, mises en déroute dans les Dardanelles, à débarquer à Thessalonique. En réaction, le roi démet Venizélos de ses fonctions, creusant ainsi le fossé entre vénizélistes et monarchistes.
Quelques mois plus tard, le 16 septembre 1916, l’ex-Premier ministre forme, avec l’aide du général Maurice Sarrail, qui commande l’Armée d’Orient, un gouvernement provisoire à Thessalonique : c’est le début du « Schisme national ». Rapidement, le pays est divisé en trois parties : au sud, la zone dépendant du gouvernement royal (seul reconnu internationalement) avec pour capitale Athènes ; au nord, le territoire du gouvernement provisoire (Macédoine et Épire), avec pour capitale Thessalonique et, entre les deux, une zone neutre contrôlée par les forces alliées pour éviter la guerre civile.
De plus en plus menacé par les Alliés, qui lui imposent un dur blocus maritime, le gouvernement monarchiste finit par être renversé. Le 11 juin 1917, le nouveau représentant de l’Entente, Charles Jonnart, remet au Premier ministre Aléxandros Zaïmis un ultimatum demandant l’abdication de Constantin Ier. Soucieux d’épargner le sang de ses sujets, le roi laisse le trône à son deuxième fils, Alexandre Ier, et part en exil en Suisse, avec le reste de sa famille. La Grèce est alors réunifiée sous le gouvernement de Venizélos qui déclare officiellement la guerre à la Duplice le 2 juillet. Cette participation du pays dans la guerre permet à la Grèce de faire partie du camp des vainqueurs après l’effondrement des puissances centrales. Aux traités de Sèvres et de Neuilly, elle reçoit ainsi d’importantes compensations territoriales pour son aide, en Thrace, en Égée et en Ionie.

## Contexte: la Grèce en 1914

### Une nation isolée après les guerres balkaniques

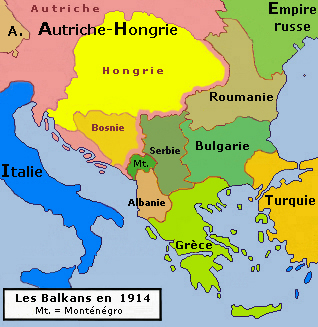
La péninsule des Balkans en 1914.

Le royaume de Grèce est sorti victorieux des guerres balkaniques qui l’ont opposé successivement à l’Empire ottoman et à la Bulgarie en 1912-1913. Sa superficie a presque doublé grâce aux traités de paix. Le pays s’étend désormais sur une grande partie de la Macédoine, de l’Épire et des îles de l’Égée tandis que la Crète, qui réclamait l’énosis depuis le milieu du XIXe siècle, est enfin rattachée au pays,.
Malgré tout, la situation géopolitique du royaume reste préoccupante et de nombreux territoires annexés par Athènes continuent à être revendiqués par ses voisins. La Sublime Porte refuse ainsi de reconnaître la perte des îles Égéennes, ce qui conduit Athènes et Constantinople à une véritable course aux armements tandis que les populations hellènes d’Asie mineure subissent des nettoyages ethniques de la part des Turcs. Plus au nord, le royaume de Bulgarie ne cache pas sa volonté de revanche face aux armées grecque et serbe qui lui ont arraché la possession de la Macédoine,,. Enfin, dans le Dodécanèse et en Épire du Nord, l'Italie cherche à s'imposer face à la Grèce.
Pour se protéger de la menace bulgare, Athènes et Belgrade ont signé, à Thessalonique, un traité d’alliance défensive le 1er juin 1913. D’une durée de dix ans, celui-ci prévoit une assistance mutuelle en cas d’attaque d'un pays tiers et noue des liens économiques très étroits entre les deux pays. Pourtant, en août 1914, ce n’est pas la Bulgarie qui remet en cause le fragile équilibre balkanique. L’assassinat, à Sarajevo, de l’archiduc François-Ferdinand d'Autriche et de son épouse par un nationaliste serbe, Gavrilo Princip, conduit en effet Vienne à déclarer la guerre à Belgrade et à déclencher ainsi la Première Guerre mondiale,.

### Un pays ruiné par la guerre

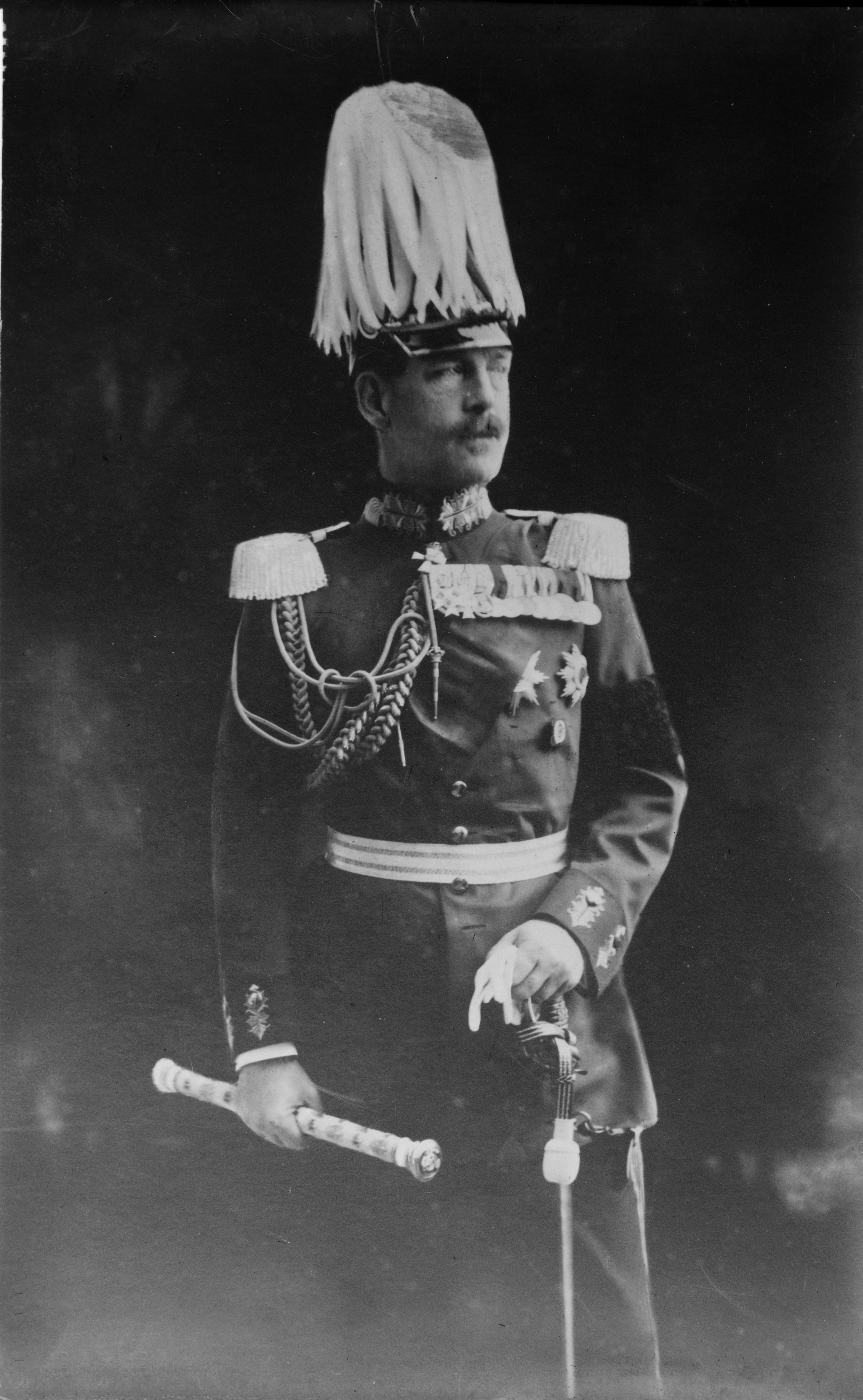
Constantin Ier en uniforme de feld-maréchal allemand (1913).

Relativement isolée sur la scène internationale à la suite des deux guerres balkaniques, la Grèce a, par ailleurs, été durement éprouvée par les combats. Lorsque éclate la Première Guerre mondiale, la situation économique du pays est préoccupante et Athènes est à la recherche de soutiens financiers pour développer les régions récemment annexées.
À l’automne 1913, le roi Constantin Ier effectue un important voyage diplomatique à Berlin et Paris dans le but d’y trouver de nouveaux crédits pour son pays. Il espère ainsi pouvoir développer le port de Thessalonique et construire une ligne de chemin de fer reliant Larissa à la Macédoine. Cependant, le voyage est un échec. D’abord parce que le roi n’obtient pas les crédits escomptés, à un moment où l’Allemagne se rapproche de l’Empire ottoman. Ensuite et surtout parce que Constantin froisse les susceptibilités françaises lors de son passage à Berlin. Nommé feld-maréchal par son beau-frère, le Kaiser Guillaume II, il prononce en effet un discours plein d'enthousiasme pour l'armée allemande et s’attire ainsi l’ire de la presse et de l’opinion publique hexagonales.

### Une classe politique divisée
Outre ces considérations diplomatiques et économiques, la classe dirigeante grecque est ressortie largement divisée des guerres balkaniques. Désireux de laver son honneur et de faire oublier le désastre de la guerre gréco-turque de 1897, le diadoque puis roi Constantin Ier s’est en effet davantage comporté en militaire qu’en chef d’État pendant les combats. Des frictions se sont donc produites entre lui et l’État-major d’une part et le Premier ministre Elefthérios Venizélos, d’autre part. Davantage soucieux de renforcer les frontières de la Grèce que d’humilier ses ennemis (Empire ottoman puis Bulgarie), Venizélos a en effet obligé plus d’une fois l’armée à se concentrer sur des objectifs stratégiques plutôt que militaires, ce qui a profondément déplu à Constantin.
Malgré tout, en 1914, la rupture est loin d’être consommée entre le Premier ministre et le souverain. Au contraire, les deux hommes travaillent ensemble pour assurer à la Grèce la position la plus favorable sur la nouvelle scène balkanique,.

## Une neutralité difficile

### La proclamation de la neutralité grecque

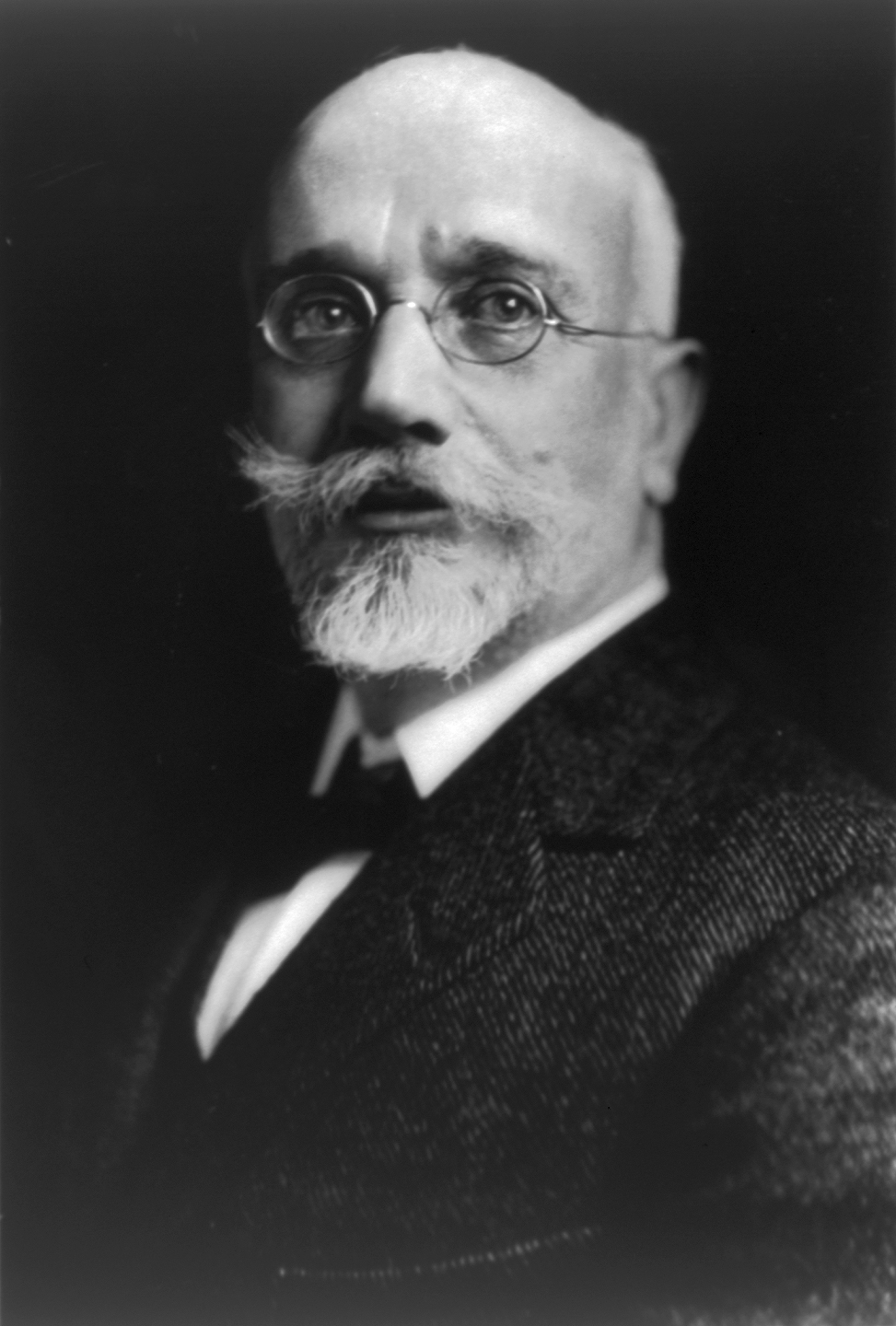
Le Premier ministre Elefthérios Venizélos est favorable à l'Entente mais ne souhaite entrer en guerre que si le conflit est profitable à la Grèce.

Dès la fin du mois de juillet 1914, le Kaiser Guillaume envoie un télégramme au roi Constantin pour lui demander quelle serait l’attitude de la Grèce en cas de guerre. Le souverain lui fait alors savoir qu’il n’a pas l’intention d’impliquer son pays dans un nouveau conflit et qu’il choisirait donc la neutralité. À cette réponse, l’empereur se fait menaçant et déclare à son beau-frère que, si la Grèce refuse de s’allier à l’Allemagne, elle doit être traitée en ennemie par celle-ci. Malgré tout, le roi des Hellènes reste ferme et maintient sa décision de ne pas intervenir. Il est en effet conscient que la Grèce est ressortie très affaiblie des guerres balkaniques et qu’elle n’est pas du tout prête à participer à un nouveau conflit. Cependant, tous, en Grèce, ne partagent pas l'avis du monarque. Le Premier ministre Elefthérios Venizélos, qui soupçonne la famille royale de connivence avec l’empereur Guillaume, souhaite ainsi profiter du déclenchement de la Première Guerre mondiale pour mener à bien la « Grande Idée » (Megáli Idéa) et poursuivre le dépeçage de l’Empire ottoman.
Malgré tout, dans un premier temps, Venizélos accepte de maintenir la Grèce dans la neutralité. Le Premier ministre refuse en effet d'engager son pays dans le conflit tant qu'il n'a pas obtenu de l'Entente des garanties concernant la Bulgarie. Il désire ne s'engager aux côtés des Alliés que si Sofia s'y engage aussi, ou au moins reste neutre. Il craint en effet les appétits territoriaux de la Bulgarie, qui monnaye son adhésion à la Triple Alliance ou à l'Entente en fonction de ce qui lui est proposé en termes de gains territoriaux. Venizélos refuse ainsi de lui accorder des territoires grecs en Thrace (comme Kavala, que la Bulgarie revendique), même si l'Entente le lui demande, du moins pas sans des garanties très fortes que la Grèce obtiendrait la région de Smyrne en échange. Ainsi, en janvier 1915, sir Edward Grey, le ministre britannique des Affaires étrangères, propose à Athènes de lui concéder l’Épire du Nord et une partie de l’Asie mineure. En échange, les territoires conquis sur la Bulgarie pendant la deuxième guerre balkanique seraient rendus à Sofia, qui s’allierait, en contrepartie, à l’Entente en même temps que la Grèce. Mais la proposition britannique reste vague. Surtout, alors qu’ils s’entretiennent avec Athènes, Londres, Saint-Pétersbourg et Paris discutent, en parallèle, des conditions d’entrée de Rome dans la Grande guerre et lui promettent la même zone d’influence en Anatolie qu'à la Grèce. Le Premier ministre est par contre prêt à céder des territoires serbes ou roumains à Sofia. Par ailleurs, comme lors des guerres balkaniques, Venizélos craint de déclarer la guerre à l'Empire ottoman. Il reste en effet soucieux du bien-être des très nombreux Grecs vivant en Asie Mineure, les Micrasiates,,.

### L’invasion de l’Épire du Nord albanaise

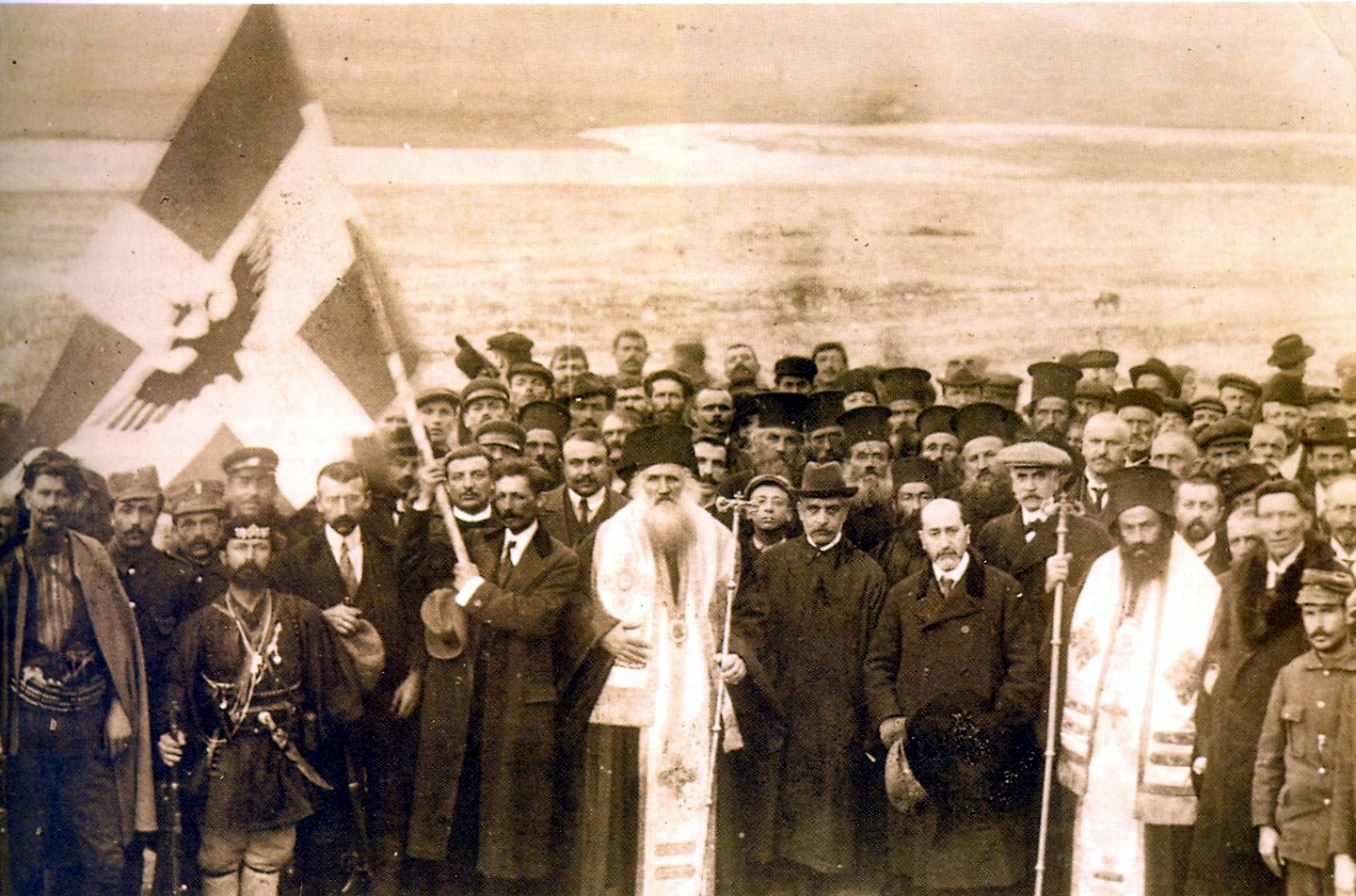
Manifestation populaire lors de la déclaration d'indépendance de l'Épire du Nord le 1 mars 1914.

Peu après le déclenchement de la Première Guerre mondiale, la situation intérieure de l’Albanie se complique et des combats fratricides opposent la population albanophone à la minorité grecque d’Épire du Nord. Malgré la signature, à Corfou, d’un protocole prévoyant l’autonomie des Épirotes, le 17 mai 1914, la paix n’est pas complètement restaurée et des conflits armés sporadiques continuent à frapper le pays. Face aux troubles, Guillaume de Wied, élu prince d’Albanie le 21 février, quitte le pays le 3 septembre. Les jours suivants, des unités épirotes attaquent, sans l’accord de leur gouvernement, la garnison albanophone de Berat et parviennent à prendre la citadelle. Dans le même temps, des troupes albanaises loyales au gouvernement d’Essad Pacha leur répondent par des opérations militaires à petite échelle.
En Grèce, le gouvernement d’Elefthérios Venizélos s’inquiète de la situation albanaise et craint que l’instabilité du pays ne débouche sur un conflit plus large. Après avoir reçu l’approbation des grandes puissances, Athènes envoie son armée en Épire du Nord le 27 octobre 1914. La république autonome épirote cesse alors d’exister. Tandis que la Première Guerre mondiale fait rage dans les Balkans, la Grèce, l’Italie et les puissances de l’Entente décident que le sort de l’Épire du Nord doit être réglé à la fin du conflit. Pourtant, en août 1915, Venizélos proclame devant le Parlement hellénique que « seule une faute colossale » pourrait désormais séparer la région du reste de la Grèce.
Après décembre 1915, Constantin Ier et son gouvernement sont déterminés à profiter de la situation internationale pour incorporer formellement la région à l’État grec. Dans les premiers mois de l’année 1916, la population de l’Épire du Nord participe ainsi aux élections législatives grecques et envoie seize représentants à Athènes. Surtout, en mars, l’union de la région à la Grèce est proclamée officiellement et le territoire est divisé en deux préfectures : Argyrokastro et Korytsa. Cependant, avec le refroidissement des relations entre la Grèce et l'Entente, la France et l'Italie décident d'occuper la région en septembre 1916.

### L'abandon de l'alliance serbe

Les opérations militaires en Serbie.

Dès l'ultimatum austro-hongrois à la Serbie le 23 juillet 1914, Venizélos décide d'une ligne de conduite très diplomatique. Il prévoit que Belgrade va demander à faire jouer l'alliance signée à la fin des guerres balkaniques. Celle-ci est en effet dirigée contre tout État attaquant l'un des deux alliés. Elle est prévue alors contre l'Empire ottoman et la Bulgarie, mais sans le préciser. Venizélos et le roi Constantin décident, entre le 25 juillet et le 2 août, de gagner d'abord du temps en prétextant que le Premier ministre est encore à l'étranger, puis d'informer la Serbie que la Grèce est à ses côtés, par une bienveillante neutralité en cas de guerre avec l'Autriche et en s'engageant militairement en cas d'attaque de la Serbie par la Bulgarie. En fait, contrairement à ce que prévoit l'alliance, la Grèce ne mobilise pas son armée, afin de ne pas provoquer la Bulgarie. Cette attitude s'explique autant par une volonté de la Grèce de se protéger de la Triplice, que parce que la Serbie n'a pas soutenu Athènes au printemps 1914, alors que montaient les tensions avec l'Empire ottoman.

### Athènes face à l'expédition des Dardanelles

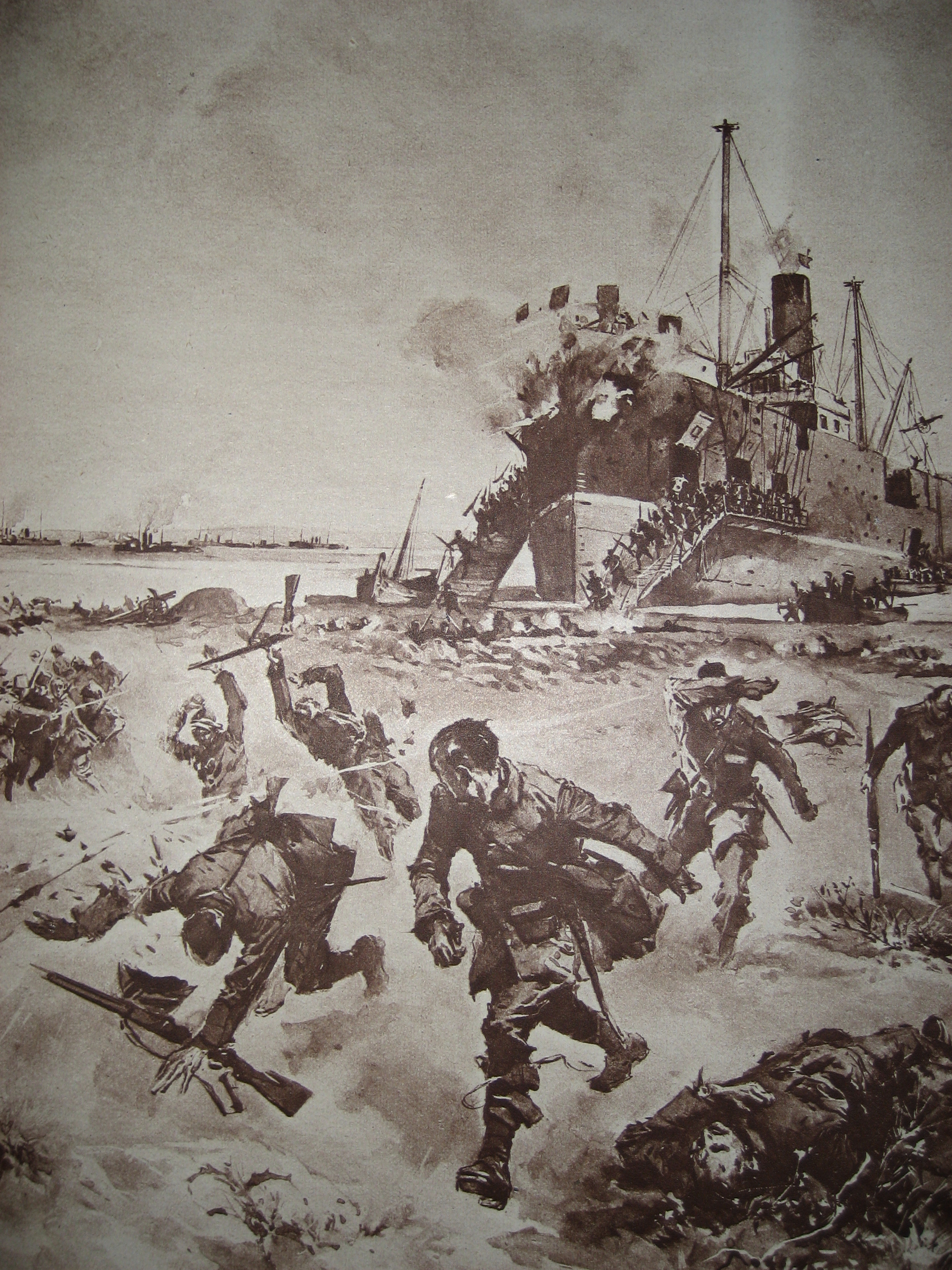
Le débarquement aux Dardanelles. Illustration patriotique française par Carrey pour le journal Le Miroir (1915).

Les choses se compliquent lorsque l’Entente se lance dans l'expédition des Dardanelles, en février 1915. Venizélos cherche alors à faire entrer les forces armées grecques dans la bataille qui oppose les Alliés à l’Empire ottoman. Mais le roi Constantin et l'état-major, dominé par Ioánnis Metaxás, s'y opposent : ils préféreraient en effet que la Grèce intervienne seule face à la Sublime Porte. Elle serait ainsi en position de force pour s'emparer de Constantinople, l'objectif ultime de la Grande Idée. De plus, l'état-major ne veut pas dégarnir la frontière des troupes qui surveillent la Bulgarie. Du côté de l’Entente elle-même, les positions ne sont pas unanimes. Ainsi, la Russie, qui revendique aussi la possession de l’ancienne Byzance, s’oppose avec force à une intervention grecque sur les Détroits. Venizélos finit donc par démissionner le 6 mars 1915,.
Affaibli par les tensions qui divisent la classe politique, Constantin Ier tombe gravement malade. Atteint d’une pleurésie aggravée d’une pneumonie, il prend le lit durant plusieurs semaines et manque de mourir. En Grèce, l’opinion publique s’émeut de la situation, d’autant qu’une rumeur, propagée par les vénizélistes, dit que le roi n’est pas malade mais que la reine Sophie l’a, en réalité, blessé d’un coup de couteau au cours d’une dispute pendant laquelle elle prétendait le forcer à entrer en guerre au côté du Kaiser Guillaume. Durant la période de maladie du roi, l’Entente continue à faire pression sur la Grèce pour qu’elle entre en guerre à ses côtés. Nommé Premier ministre après le départ de Venizélos, Dimitrios Gounaris propose donc l’intervention de son pays dans le conflit en échange de la protection des Alliés contre une éventuelle attaque bulgare. Cependant, l’Entente, toujours désireuse de nouer une alliance avec Sofia, refuse l’accord.
Finalement, le désastre naval de la flotte franco-britannique, le 18 mars, porte un coup à la popularité de Venizélos. On lui reproche alors d'avoir voulu entraîner la Grèce dans cette aventure. Au contraire, le roi et ses conseilleurs sont loués pour leur clairvoyance.

## Une neutralité écornée

### L'occupation de Thessalonique par les Alliés
Dans le même temps, les choses se précipitent en Grèce et dans les Balkans. Le 13 juin 1915, les élections législatives grecques donnent la victoire aux vénizélistes. Un mois plus tard, Constantin Ier, toujours convalescent, reprend la tête du pays et rappelle Venizélos à la tête du cabinet le 16 août. En septembre, la Bulgarie entre en guerre aux côtés des puissances centrales et attaque à son tour la Serbie, alliée à la Grèce depuis 1913. Venizélos profite alors de l’événement pour demander au souverain de proclamer la mobilisation générale, ce que celui-ci refuse de faire. En conséquence, le Premier ministre menace de donner à nouveau sa démission et de provoquer une crise politique majeure. Le roi finit donc par proclamer la mobilisation mais fait clairement savoir à l’armée qu’il s’agit là d’une mesure purement défensive. Afin de forcer la main du souverain, Venizélos invite, le 3 octobre 1915, les Alliés à occuper le port de Thessalonique. Le lendemain, il est interpellé au Parlement. Pour se justifier de cette décision lors d'un long et houleux débat, il insiste sur la nécessité d'aider la Serbie, ce dont les 150 000 soldats franco-britanniques sont plus capables que les soldats grecs. Il compare aussi la situation de l'automne 1915 avec celle d'avant le coup de Goudi de l'été 1909. Sa politique est finalement approuvée par la Chambre, mais Constantin le renvoie au moment où les forces franco-italo-anglaises conduites par le général Maurice Sarrail débarquent dans la ville. Entre les deux hommes, la rupture est désormais définitive et elle a de graves conséquences pour le pays,.

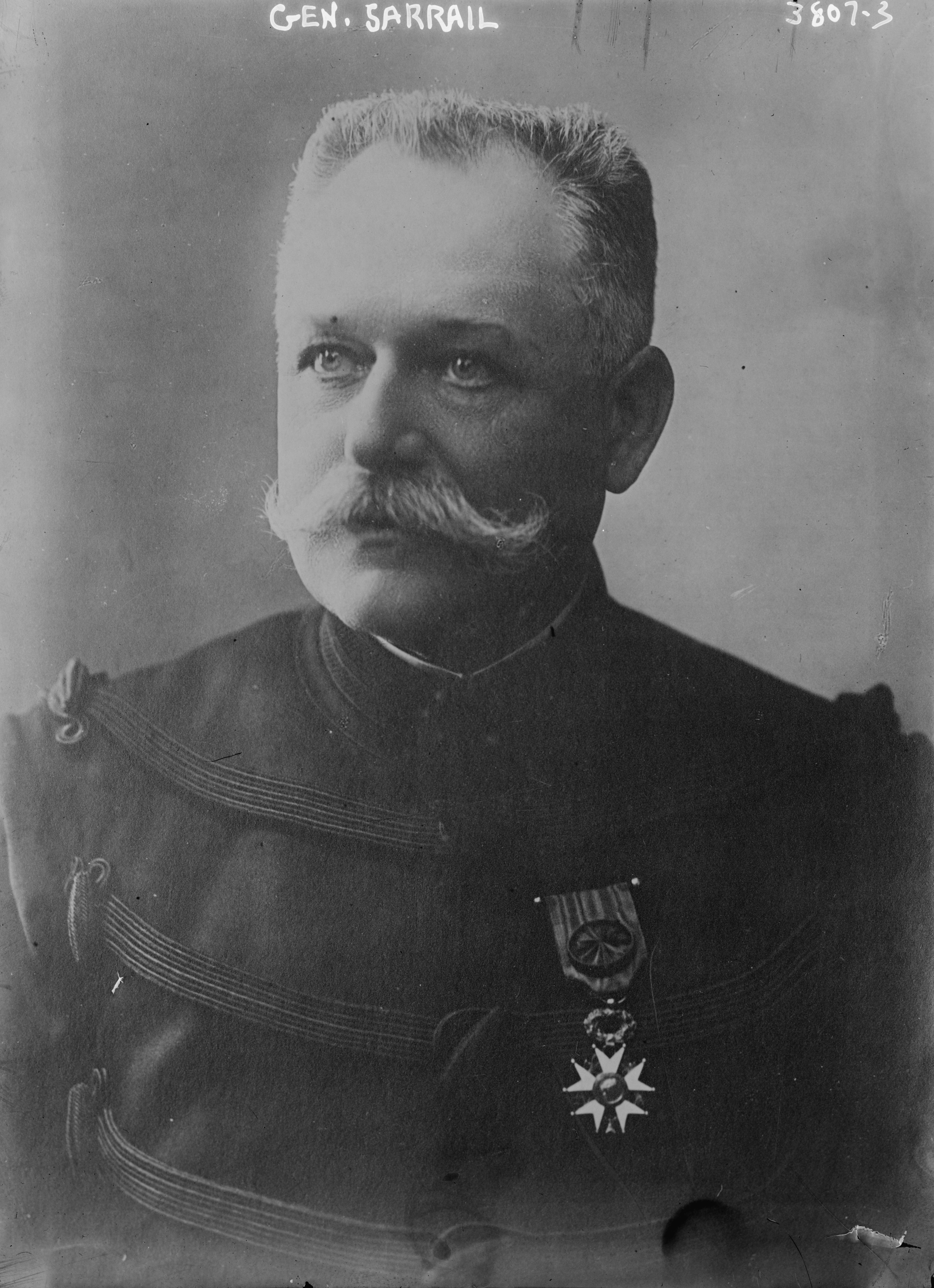
Le général Maurice Sarrail, commandant-en-chef de l'Armée d'Orient.

Du côté de l'Entente, l’attitude de Constantin apparaît comme une véritable trahison et c’est désormais sous les traits de germanophiles convaincus que lui et la reine Sophie apparaissent dans les journaux de l’Entente. De fait, en refusant d’entrer en guerre, Athènes empêche l'Armée d'Orient de venir en aide à la Serbie, dont les armées se retrouvent bientôt débordées par la coalition austro-hongaro-bulgare, et rend encore plus incertaine la victoire alliée dans les Dardanelles. En guise de représailles, la France, le Royaume-Uni et la Russie signent donc, avec l’Italie, le pacte de Londres qui réserve à Rome la possession de Vlora, dans l’Épire albanais, et d’Antalya, en Anatolie. Dans le même temps, l'Entente ordonne à Athènes de démobiliser son armée tandis que la loi martiale est proclamée à Thessalonique et qu'un blocus maritime partiel est imposé à la Grèce. En outre, à Athènes, la diplomatie française met tous ses moyens de propagande au service de Venizélos.
Malgré tout, Constantin est loin de perdre ses appuis dans le pays. Le retrait des troupes britanniques des Dardanelles, en décembre 1915, renforce, au contraire, la confiance de nombreux Grecs dans leur souverain et Constantin profite de cet événement pour convoquer de nouvelles élections. Conscients de la défaite électorale qui les attend sûrement, Venizélos et ses partisans refusent, quant à eux, de participer au scrutin et déclarent le nouveau parlement hellénique illégal.

### L'occupation de Corfou par les Alliés
En décembre 1915 et en janvier 1916, 200 000 soldats et civils serbes fuient leur pays après les défaites de leur armée face aux troupes austro-hongroises et bulgares. Ils traversent alors l'Albanie jusqu'à Durrës et Dulcigno. De là, les survivants (environ 20 000 réfugiés sont morts en chemin) sont évacués par la marine de l'Entente. Une partie gagne Brindisi, en Italie, et une autre rejoint directement le corps expéditionnaire franco-britannique à Thessalonique. Cependant, la majeure partie des réfugiés, principalement les blessés et les malades (le typhus ayant gravement touché les troupes serbes sur le front), sont envoyés sur Corfou. Les Alliés considèrent en effet que l'île, qui a appartenu au Royaume-Uni jusqu’en 1863, constitue un refuge parfait pour les soldats serbes et leur gouvernement. Ceux-ci sont donc installés dans l'île, sans en avertir Athènes, à partir du 1er janvier 1916,,.

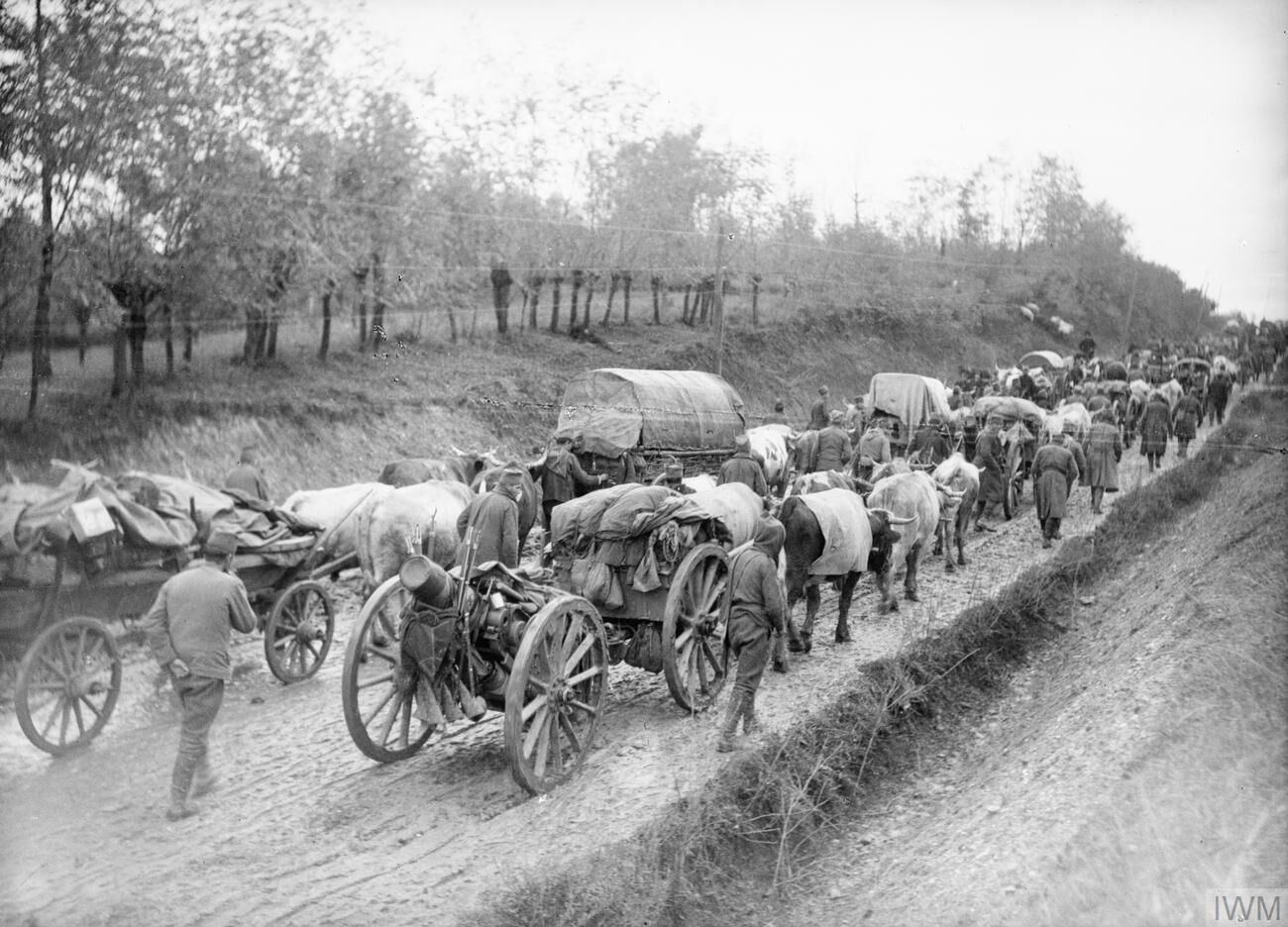
L'armée serbe durant sa retraite en Albanie (octobre 1915).

Le 12 janvier 1916, des troupes françaises s'installent à leur tour sur l'île, afin de sécuriser le séjour des Serbes. Les soldats français prennent alors leurs quartiers dans la Fortezza Nova. L'Achilleion, résidence corfiote du Kaiser Guillaume II, est lui aussi occupé, mais les Français décident de ne pas en faire leur quartier-général afin de ne pas trop mécontenter l'Allemagne. L'Hôtel d'Angleterre est investi par le gouvernement serbe en exil tandis que le théâtre municipal de Corfou est réquisitionné par le parlement serbe, qui y tient ses séances entre 1916 et 1918,.
Naturellement, Athènes proteste contre cette nouvelle violation de la souveraineté grecque. Furieux de ne pas avoir été averti par les Alliés avant que l’évacuation ne commence, le gouvernement hellène rappelle à l’Entente que Corfou est un territoire doublement neutre. De fait, non seulement la Grèce a choisi de ne pas intervenir dans la Première Guerre mondiale, mais Corfou avait en outre été neutralisée par le traité de Londres de 1863. L’installation des Français dans l’île constitue donc une violation du droit international et la Grèce n’hésite pas à la comparer à l’invasion de la Belgique par l’Allemagne. Surpris par la virulence des Grecs, Paris répond à Athènes que ce sont les sous-marins allemands qui ont violé les premiers la neutralité de Corfou et que la Serbie est une alliée de la Grèce et non un envahisseur. Surtout, les Français se font menaçants. Ils rappellent à Athènes que la cession des îles Ioniennes à la Grèce en 1863 était conditionnée par le maintien du système parlementaire dans le pays. Or, Paris considère que la dissolution du Parlement hellénique par Constantin Ier et le renvoi de Venizélos en octobre 1915 sont des preuves de la violation du régime parlementaire par le souverain.
À Thessalonique, Sarrail profite du refroidissement des relations franco-grecques pour occuper de force le fort de Karabournou, le 28 janvier. Mais, après quelques semaines, le dialogue est rétabli entre l’Entente et la Grèce et Sarrail lui-même est envoyé à Athènes par le gouvernement français pour rencontrer le roi Constantin Ier.

### L'occupation bulgare en Macédoine
Une fois rétablies, les troupes serbes basées à Corfou doivent être acheminées à Thessalonique afin d’y renforcer l’Armée d’Orient. Pour accélérer leur transfert, l’Entente demande à la Grèce, le 12 avril 1916, d’autoriser le transit des Serbes par le canal de Corinthe puis par la ligne de chemin de fer reliant Larissa à Thessalonique. Mais, craignant la réaction des puissances centrales et refusant de donner une occasion supplémentaire à l’Entente de prendre pied en Grèce, le Premier ministre Stéphanos Skouloúdis fait connaître son opposition au projet le 14 avril. Finalement, un accord est trouvé et Athènes accepte que les forces serbes rejoignent la Macédoine en traversant les eaux territoriales grecques. Mais, encore une fois, l’Entente voit dans l’attitude du gouvernement royaliste la preuve de sa connivence avec la Triplice.

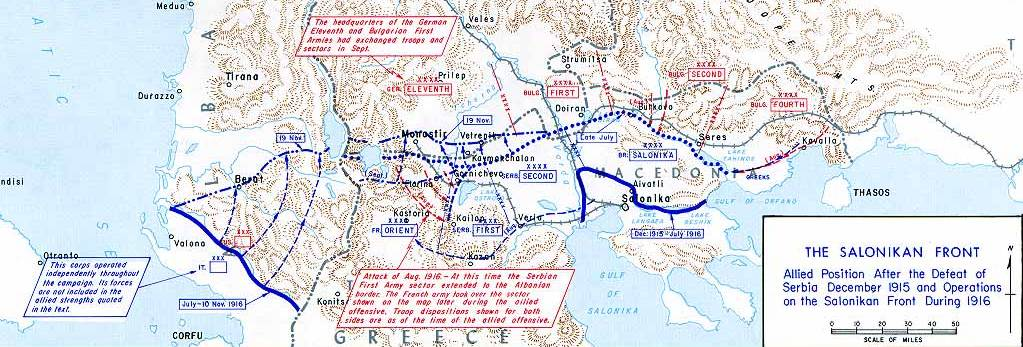
Les combats le long de la frontière grecque, en 1916.

Du côté des puissances centrales, on regarde d’un mauvais œil le renforcement des troupes du général Maurice Sarrail à la frontière gréco-bulgare. Des avions allemands survolent donc à plusieurs reprises Thessalonique et la bombardent, ce qui provoque le courroux des Grecs comme de l’Entente. Soucieux d’empêcher une progression des armées alliées en Macédoine au moment de la bataille de Verdun, le général Erich von Falkenhayn demande alors à Athènes l’autorisation d’occuper quelques bases stratégiques situées sur son territoire. Craignant la pénétration de troupes bulgares dans des régions récemment rattachées à la Grèce, Athènes tente de le détourner de ce projet. Finalement, elle autorise les forces de la Triplice à occuper le Fort Rupel à condition que les Bulgares s’engagent à respecter l’intégrité territoriale de la Grèce et que les Allemands garantissent cette reconnaissance. Le 26 mai 1916, les troupes germano-bulgares envahissent donc le fort, dont les troupes se rendent sans presque résister. Le gouvernement grec proteste ensuite pour la forme auprès des puissances centrales mais ne met pas en place de représailles,. Dans les semaines qui suivent, les Bulgares rompent pourtant la promesse faite aux Grecs : le 4 septembre, Kavala tombe ainsi entre les mains des forces germano-bulgares,.
Après la pénétration des Bulgares sur le territoire grec, les esprits s’échauffent au sein de la population hellène. À Athènes, de violents combats de rue opposent monarchistes et vénizélistes à propos de l’attitude à tenir face à Sofia, et les bureaux des journaux vénizélistes Nea Ellas, Patris, Ethnos, et Estia sont saccagés les 12 et 13 juin par des émeutiers qui menacent aussi la légation britannique. La police ne fait aucun effort pour disperser la foule et aucune mesure n’est prise contre les responsables des destructions. Craignant l’arrestation de Venizélos par les forces de l’ordre grecques, les Français envoient alors un torpilleur au Pirée pour l’évacuer en Crète. Un embargo est par ailleurs imposé à la marine marchande grecque le 29 mai. Rapidement, la famine menace dans le pays, qui connaît en outre une grave pénurie de charbon. Enfin, les services secrets de la France mettent au point différents projets d’enlèvement ou d’assassinat de Constantin Ier. L’incendie qui ravage la forêt entourant le palais royal de Tatoi, le 14 juillet, au moment où s’y trouve la famille royale, est ainsi attribué aux agents de Paris. Dans la confusion de l'événement, la reine Sophie sauve sa plus jeune fille, la princesse Catherine, et parcourt plus de deux kilomètres dans les bois avec l'enfant dans les bras. Plusieurs membres de la famille royale, dont Constantin lui-même, sont blessés et la résidence des souverains est en grande partie détruite par les flammes. Surtout, seize (ou dix-huit, selon les sources) soldats et autres membres du personnel du palais y trouvent la mort,.

## Le «Schisme national» et les pressions de l'Entente

### La proclamation du «Gouvernement de défense nationale»
Dès le 29 mai 1916, Elefthérios Venizélos propose aux ambassadeurs britannique et français à Athènes, Sir Francis Elliot et Jean Guillemin, de former, à Thessalonique, un gouvernement provisoire avec le général Panagiótis Danglís et de mobiliser l’armée grecque contre Sofia. Conscient du soutien dont bénéficie Constantin Ier auprès des cours étrangères, l’ancien Premier ministre assure à l’Entente qu’il ne désire mener aucune action contre le souverain et sa dynastie. Selon Sir Elliot, il est même persuadé que le « succès de son action et les pressions de l’opinion publique [grecque] pourraient au dernier moment convertir [le roi] ». Mais la proposition de Venizélos est rejetée par le Président du Conseil français Aristide Briand, qui craint d'indisposer Londres en affaiblissant la famille royale de Grèce,.

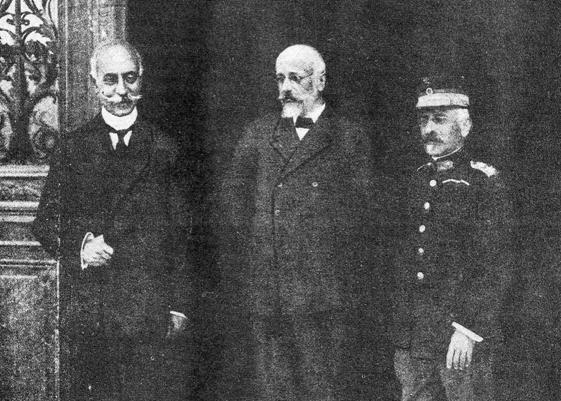
Les trois hommes forts du gouvernement de défense nationale : de gauche à droite, Koundouriotis, Venizélos et Danglis.

Malgré tout, le 2 août, des officiers vénizélistes organisent un coup d'État militaire à Thessalonique avec le concours du général Maurice Sarrail. Ils mettent alors en place un « comité de défense nationale » qui appelle Venizélos à sa tête : c'est le début du « Schisme national » qui divise la Grèce jusqu’en 1917. Dans un premier temps, Venizélos juge que le soulèvement est prématuré dans la mesure où il ne bénéficie pas d’un soutien populaire assez fort. Mais, mis devant le fait accompli, l'homme politique finit malgré tout par accepter de former, en Macédoine, un « gouvernement provisoire de défense nationale » en compagnie de l’amiral Pávlos Koundouriótis et du général Panagiótis Danglís. Le triumvirat débarque alors à Thessalonique le 9 octobre. Mais s’il est soutenu officieusement par les puissances de l’Entente, ce contre-gouvernement n’obtient pas leur reconnaissance officielle du fait de l'opposition de Londres, de Saint-Pétersbourg et de Rome.
Il reste qu'avec la proclamation du « gouvernement de défense nationale », la Grèce est désormais coupée en deux. Au nord (Macédoine et Épire), en Crète et en Égée, le pouvoir est donc aux mains de Venizélos et de ses partisans, soutenus par les forces françaises. Face à eux, au sud (et notamment dans le Péloponnèse), le gouvernement royaliste reste le seul reconnu par la communauté internationale. En outre, des troupes françaises ne tardent pas à occuper le centre du pays afin d’y instaurer une zone neutre entre les deux pouvoirs antagoniques et d'éviter ainsi la guerre civile qui menace.

### Les exigences de l'Entente
Les mois suivant la proclamation du gouvernement provisoire à Thessalonique, les négociations entre les Alliés et le gouvernement d’Athènes s’intensifient. Par la voix du député français Paul Bénazet, l’Entente demande à Constantin Ier une démobilisation totale de son armée et l’évacuation de la Thessalie afin de garantir la sécurité de l’armée d’Orient. De son côté, Constantin exige des Alliés qu’ils ne reconnaissent pas le gouvernement de défense nationale, qu’ils respectent l’intégrité territoriale et la neutralité de la Grèce et qu’ils rendent au pays tout le matériel qui leur a été confié. Après plusieurs semaines de négociations infructueuses, Bénazet a la surprise, le 23 octobre, de voir le souverain accepter une bonne partie des conditions de l’Entente. Non seulement Constantin Ier accepte d’évacuer la Thessalie mais il propose en outre de remettre aux Alliés la majeure partie de son arsenal militaire ainsi que l’intégralité de sa flotte avec toutes ses munitions. Le souverain demande seulement en échange que l’accord soit gardé secret afin de ne pas exposer la Grèce au risque d’une attaque des puissances centrales. Il espère ainsi voir la France desserrer l'étau qu'elle impose à son pays et empêcher Paris de soutenir davantage Venizélos,.

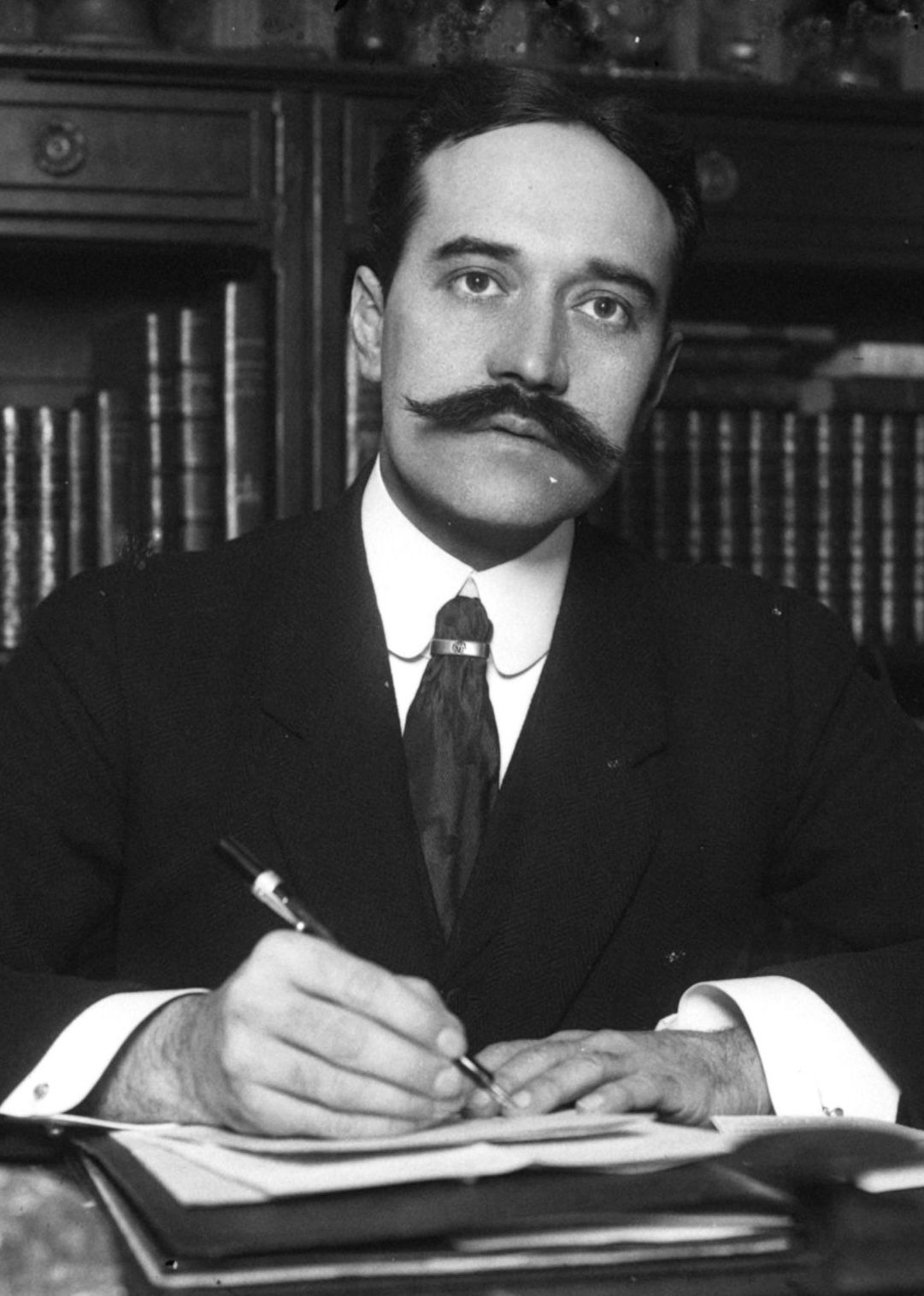
Le député français Paul Bénazet en 1913.

Le 26 octobre, le vice-amiral Louis Dartige du Fournet est reçu en audience par le roi. Quelques jours plus tard, le 3 novembre, Dartige du Fournet prend prétexte de la destruction de deux navires marchands hellènes par un sous-marin allemand pour demander la reddition des vaisseaux de guerre grecs et l’occupation de l’arsenal de Salamine par les troupes françaises. Athènes proteste mais, le 7 novembre, le désarmement partiel de la plupart des navires de guerre grecs commence tandis que les Alliés s’emparent de trente vaisseaux légers. Trois semaines plus tard, les Français prennent complètement possession de la base navale de Salamine et commencent à utiliser les navires grecs pour leur propre compte,,.
Cependant, l’accord entre Constantin et Bénazet fait long feu. Selon l’historien G. B. Leon, les raisons en seraient la crainte du roi de voir le gouvernement de défense nationale gagner en importance après l'occupation, par les vénizélistes, de nouveaux territoires au sud de Salonique (comme Katerini, occupée avec l’accord de Sarrail le 2 novembre). Une autre raison du changement d’attitude du roi serait liée au refus de ses conseillers d’accepter le désarmement et à leurs pressions pour qu’il renonce à l’accord. L’attitude de Venizélos n’est d'ailleurs pas sans soulever les critiques chez les Alliés, qui lui reprochent d’avoir compromis l’alliance avec Athènes en prenant Katerini. Pourtant, selon Leon, l’avancée des vénizélistes en direction de cette ville aurait été planifiée dès le 14 octobre, autrement dit longtemps avant la réalisation de l’accord entre le roi et Bénazet. Leon conclut que l’attaque aurait en fait été motivée par la crainte des vénizélistes que le gouvernement d’Athènes ne cherche à paralyser l’administration du Nord en y promouvant la subversion.

### La montée des tensions
Malgré le mécontentement du gouvernement athénien, l’Entente continue à exiger du roi qu’il lui livre des armes. Le 16 novembre, Dartige du Fournet demande ainsi la remise de 16 batteries de campagne avec 1 000 obus par pièce, 16 batteries de montagne également pourvues, 40 000 fusils Mannlicher, avec 220 cartouches par fusil, 140 mitrailleuses ainsi que 50 voitures de transport. Le vice-amiral exige en outre, comme preuve de bonne volonté, la remise immédiate de dix batteries de montagnes à ses troupes.

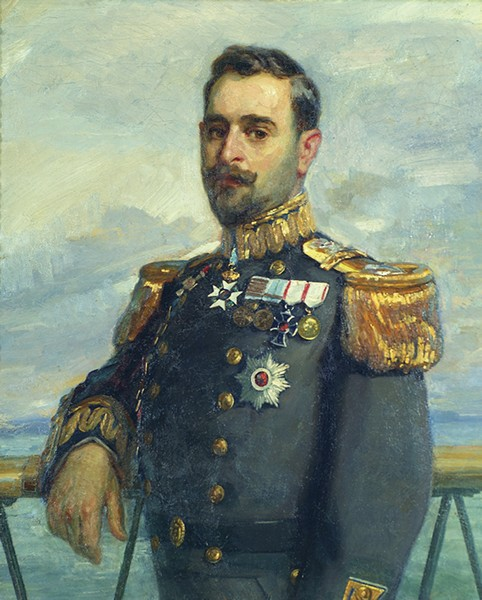
Portrait de Sofoklis Dousmanis par Georgios Roilos (années 1910).

Devant le refus des Grecs d'accéder à sa requête, Dartige du Fournet expulse d'Athènes les représentations diplomatiques des puissances centrales le 23 novembre et lance à la Grèce un dernier ultimatum le lendemain. Prenant fin le 1er décembre, celui-ci réitère les mêmes exigences mais est assorti d'une menace d'invasion de la capitale,, ce que les ordres reçus par l'amiral ne permettent normalement pas. Le roi lui répond alors que son peuple et son armée le pressent de ne pas accepter le désarmement et refuse de prendre de nouveaux engagements.
Le 26 novembre, le gouvernement loyaliste rejette officiellement les demandes de l’amiral. Une résistance armée se met en place dans la capitale, constituée de soldats et de membres d’une milice royaliste (les « epistratoi ») composée principalement de réservistes et dirigée par des personnalités comme Ioannis Metaxas et Sofoklis Dousmanis. Au total, 20 000 hommes sont ainsi mobilisés pour défendre la capitale hellénique,. Ils se déploient dans toutes les positions stratégiques avec l’ordre de ne pas tirer les premiers. En face, les représentants de l’Entente, et surtout Dartige du Fournet, sont convaincus que le gouvernement grec est en train de bluffer et qu’il est en fait disposé à rendre les armes.

### Les «Vêpres grecques»
Le 1er décembre (18 novembre dans le julien), l’Entente débarque au Pirée entre 1 200 et 3 000 marins français, britanniques et italiens, qui prennent la direction de la capitale,. Peu avant le débarquement, Constantin Ier a envoyé à Dartige du Fournet son maréchal du palais afin de lui faire savoir une dernière fois son refus de lui remettre les armes demandées par l’Entente. Mais, sûr de lui, le vice-amiral a seulement répondu à l’émissaire que son ultimatum expirait à minuit.

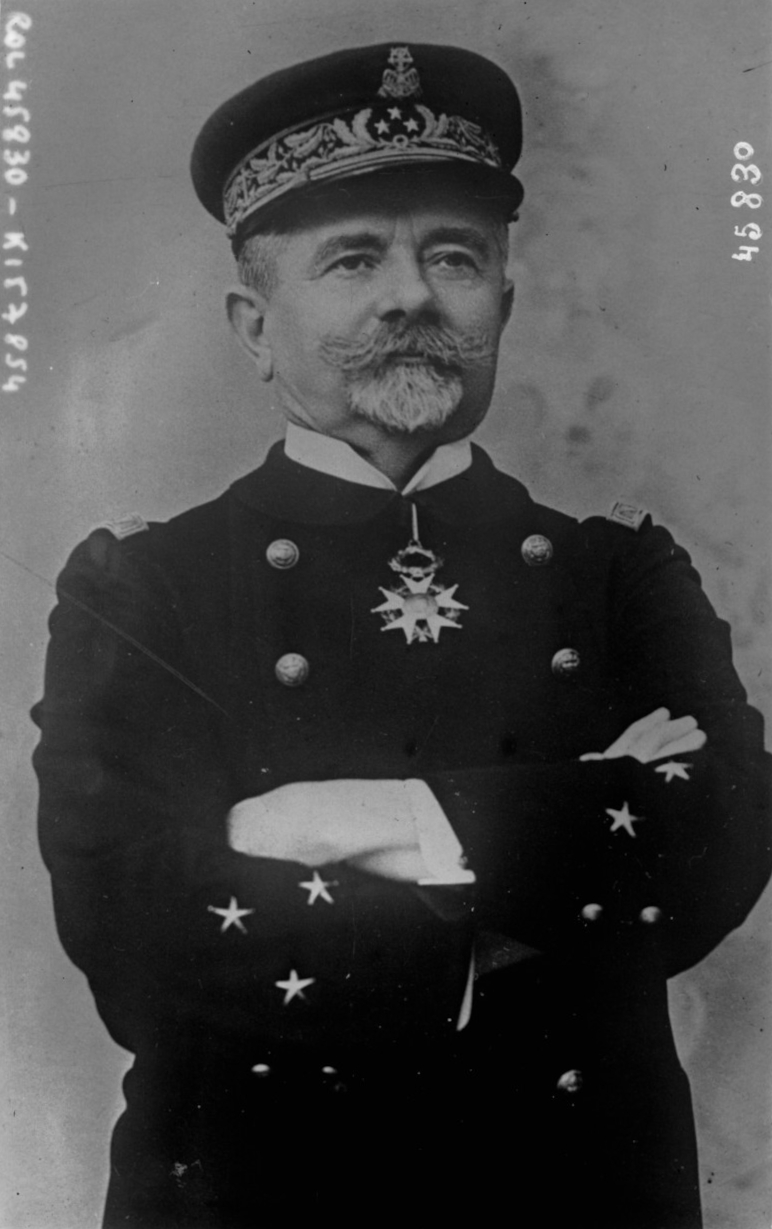
Le vice-amiral français Louis Dartige du Fournet en 1915.

Peu à peu, les soldats de l’Entente atteignent les positions stratégiques qui leur ont été indiquées par Dartige du Fournet mais ils ont la surprise de les trouver déjà occupées par des soldats grecs. Durant près de deux heures, les deux forces se jaugent sans tirer. Mais, en milieu de matinée, un coup de feu retentit et les « vêpres grecques » commencent, sans qu’il soit possible de dire quel camp les a entamées,. Bientôt, les batteries grecques placées sur la colline d’Arditos tirent sur l’entrée du Zappéion, où le commandant des forces de l’Entente a établi son quartier général. En conséquence, l’escadre alliée située près de Phalère bombarde différents quartiers de la capitale et principalement ceux situés autour du stade panathénaïque et du palais royal,.
Des pourparlers sont finalement entamés et un compromis est atteint. Constantin Ier accepte alors de remettre à Dartige du Fournet six batteries de montagne au lieu des dix que demandait le vice-amiral,. En fin d’après-midi, les combats se terminent. L’Entente compte 194 morts et blessés, les Grecs 82 (plus un nombre inconnu de victimes civiles),. Humiliées par cet échec, les forces alliées évacuent la capitale grecque tôt dans la matinée du 2 décembre.
Le rôle des vénizélistes dans la bataille a été intensément débattu. Selon Louis Dartige du Fournet, les forces de l’Entente reçoivent, pendant les combats, le soutien d’un grand nombre de partisans de l’ancien Premier ministre armés secrètement. Retranchés dans des bâtiments athéniens, ils attaquent les unités grecques qui passent à leur portée. Pour l’amiral, les vénizélistes auraient d’ailleurs été si nombreux qu’il aurait eu le sentiment d’assister là à un épisode d’une guerre civile. Réel ou non, le soutien des vénizélistes aux troupes de l’Entente provoque un vent de colère dans les milieux monarchistes de la capitale hellénique. Des foules loyalistes s’abattent alors durant trois jours sur toute la ville, saccageant les maisons et les commerces des vénizélistes, tuant trente-cinq personnes et en arrêtant de nombreuses autres,.

## L'entrée dans la guerre

### Venizélos déclare la guerre à la Bulgarie et à l'Allemagne
Après cette humiliante défaite, le vice-amiral Dartige du Fournet est relevé de ses fonctions. Puis, le gouvernement d'Aristide Briand propose aux alliés de déposer Constantin et de le remplacer par un de ses fils ou par son frère cadet, le prince Georges. Cependant, la Russie, mais aussi l'Italie, refusent d’intervenir contre Athènes parce qu’elles craignent les revendications territoriales grecques et à cause des liens de parenté unissant Constantin au tsar Nicolas II. Les Alliés se contentent donc de faire subir à la Grèce du Sud un blocus naval encore plus étroit, lui causant ainsi d’importantes restrictions alimentaires.
Surtout, le 2 décembre 1916, la France et le Royaume-Uni donnent un début de reconnaissance au gouvernement de défense nationale, officialisant ainsi la division opérée par le « Schisme national »,. En partie satisfait de cette évolution, Elefthérios Venizélos déclare la guerre à l'Allemagne et à la Bulgarie le 7 décembre,,. Mais, ces deux pays ne reconnaissaient pas le gouvernement de Thessalonique. La déclaration de guerre reste donc à sens unique, d’autant qu’à cette époque, l’armée vénizéliste n’est composée que d’un bataillon de volontaires venus essentiellement de Thassos, d’Athènes, de Lesbos et de Crète et conduits par le général Emmanuel Zymvrakakis,. En représailles, un mandat d’arrestation est pourtant lancé par Athènes contre l’ancien Premier ministre tandis que l’archevêque-primat Théoclète Ier lance un anathème contre lui,.

### Le renversement de ConstantinIer

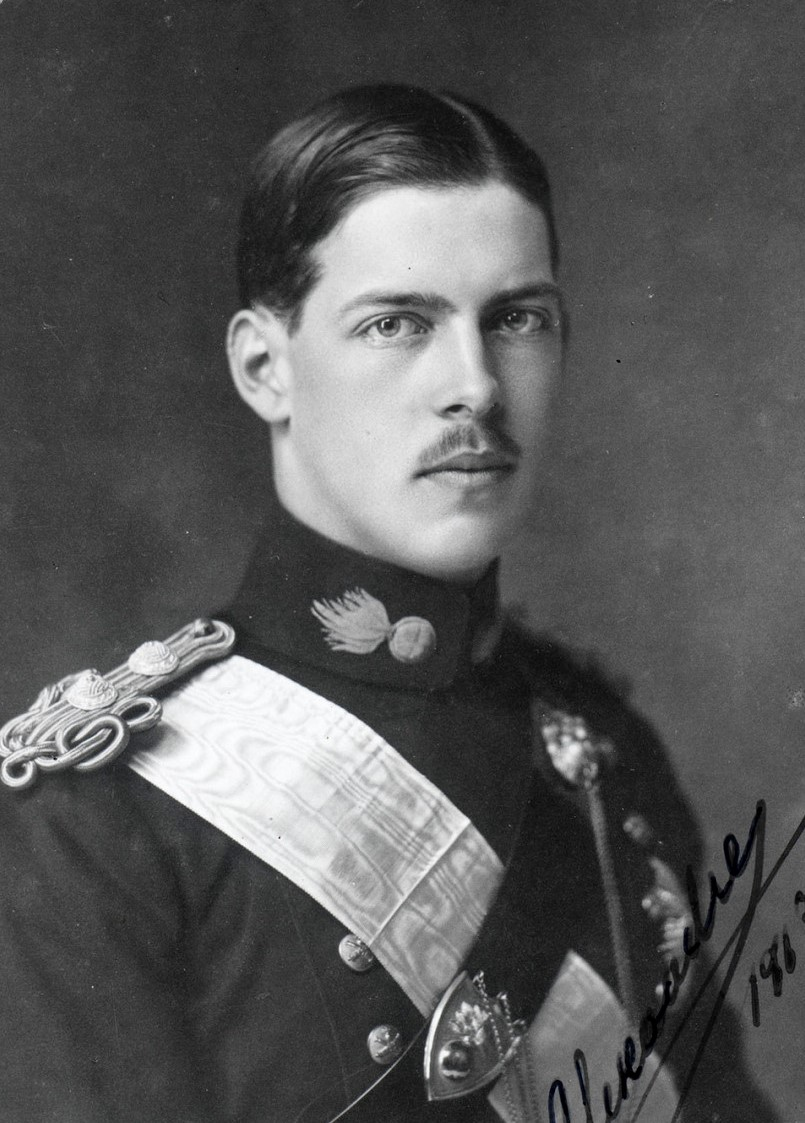
Le roi Alexandre Ier, fils et successeur de Constantin.

Le développement du conflit et la déposition du tsar Nicolas II finissent cependant par servir Venizélos. Au printemps 1917, l'Entente voit la Russie impériale s'écrouler et s'attend à une attaque allemande dans les Balkans, pour soutenir la Bulgarie. Or, le Royaume-Uni désire retirer ses troupes de Thessalonique pour les utiliser en Palestine. L'Italie désire faire de même pour mieux occuper l'Épire du Nord. La seule solution, sur le front d'Orient, serait alors de remplacer les troupes partantes par des troupes grecques mais, pour cela, il faudrait reconnaître le gouvernement de défense nationale. En mai, le Français Charles Jonnart est nommé Haut-Commissaire des Alliés à Athènes avec, pour première mission, de recréer l'unité nationale grecque. L'agitation monte dans la capitale. Les partisans du roi promettent des émeutes plus graves que celles de décembre si on leur impose Venizélos. De Thessalonique, celui-ci bombarde les alliés de télégrammes les poussant à agir le plus vite possible.
Le 10 juin 1917, Charles Jonnart demande à Athènes l'abdication du roi et son remplacement par un autre prince que le diadoque, considéré comme trop germanophile. Sous la menace d'un débarquement de 10 000 soldats au Pirée, Constantin abandonne donc le pouvoir en faveur de son deuxième fils, le prince Alexandre. Le 11 juin, la famille royale fuit, en secret, le palais d’Athènes qui est encerclé par une foule loyaliste refusant de voir partir son souverain. Le lendemain, Constantin, son épouse et cinq de leurs enfants quittent la Grèce, à Oropos, et partent en exil en Suisse. C’est la dernière fois que la famille est en contact avec celui qui est désormais le roi Alexandre Ier. De fait, dès leur retour au pouvoir, les vénizélistes interdisent tout contact entre le nouveau souverain et ses parents.

### La réunification et la déclaration de guerre aux puissances centrales
Le 21 juin 1917, le chef du gouvernement de défense nationale débarque au Pirée. Presque aussitôt, le cabinet royaliste d’Aléxandros Zaïmis démissionne et, le 26 juin, Venizélos forme un nouveau gouvernement à l’appel du jeune roi. Mais, en réalité, c'est le gouvernement de Thessalonique qui s'installe à Athènes et le souverain perd tout pouvoir,.
En fait, Venizélos établit une quasi-dictature sur le pays. La loi martiale est décrétée « jusqu'à la fin de la guerre » tandis que la chambre du 13 mai 1915 est rappelée. Des mesures autoritaires sont prises pour éviter un retour des royalistes et les partisans de Constantin, comme Ioannis Metaxas ou Dimitrios Gounaris, sont exilés ou assignés à résidence. Ces « mises à l'écart » sont dues à l'intervention modératrice de la France qui organise elle-même les déportations vers la Corse alors que les vénizélistes auraient préféré mettre sur pied des tribunaux d'exception prononçant des peines de mort (ce qu'ils font à la fin de la guerre). Des révoltes militaires à Lamia ou Thèbes sont matées dans le sang. 
Venizélos fait exclure de l'Université les professeurs royalistes. Il suspend l'inamovibilité des juges pour punir ceux qui avaient persécuté ses partisans et 570 d'entre eux sont révoqués, tout comme 6 500 fonctionnaires, 2 300 officiers, 3 000 sous-officiers et hommes de troupe de la gendarmerie et 880 officiers de la marine militaire,,.

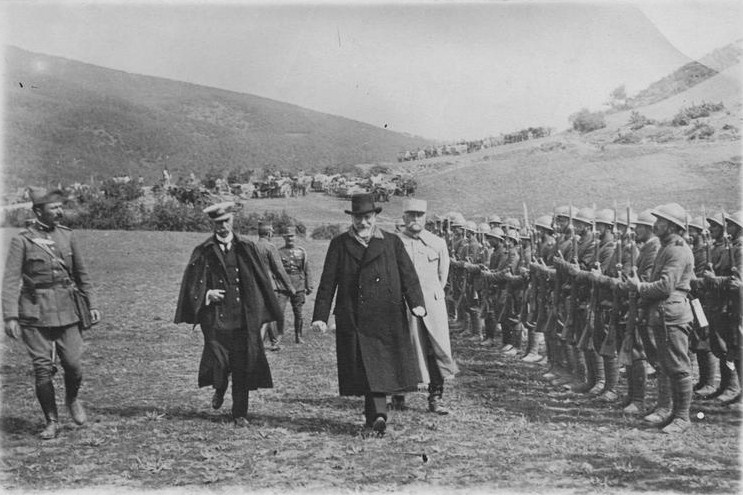
Venizélos inspectant des troupes grecques sur le front macédonien en compagnie de l'amiral Koundouriotis (à gauche) et du général Sarrail (à droite).

Cette décision lui permet d'obtenir le retrait des troupes de l'Entente qui s'étaient peu à peu installées en Grèce pour contrôler le roi Constantin. Venizélos obtient la restitution de l'arsenal de Salamine, de la flotte de torpilleurs grecs, de l'île de Thasos et du port de Lesbos. En 1915, pour attirer la Grèce à ses côtés, la Grande-Bretagne avait offert Chypre au gouvernement Zaimis. Venizélos réclame l'île en 1917, ce qui provoque la colère britannique. Il exige le retrait italien d'Épire (où Ioannina et Koritsa étaient occupées) ; malgré les réticences italiennes, la majeure partie de la région (correspondant à l'actuelle Épire grecque) repasse sous contrôle grec, le Nord restant occupé par l'Italie.
La Grèce étant réunifiée et le gouvernement de Thessalonique n'existant plus, Venizélos doit une fois de plus déclarer la guerre aux ennemis de l'Entente. Mais, cette dernière a obligé Athènes à démanteler son armée en 1916 et il faut donc la réorganiser. De plus, le pays a besoin d'argent et, sans moyens financiers, il ne peut y avoir de mobilisation, d'armée et, surtout, de possibilités de gouverner. En août 1917, la France prête donc à la Grèce trente millions de Francs-or pour lever douze divisions. Mais se pose la question de l'équipement, qui ne peut venir que des arsenaux de l'Entente, qui tardent à le fournir. Venizélos s'impatiente, d'autant plus qu'il sent son opinion publique le lâcher. Au mois d'octobre, il entame une tournée en Occident. Il rencontre Llyod George puis Clemenceau qui vient d'accéder au pouvoir. Il se rend aussi sur le front, près de Coucy, puis en Belgique. Il obtient ce qu'il est venu chercher. L'Entente lui accorde un prêt de 750 millions de Francs-or, en échange de 300 000 soldats mis à la disposition du général Adolphe Guillaumat, qui a remplacé Sarrail à Thessalonique. Venizélos fait signer la mobilisation générale par le souverain le 22 janvier 1918.

### Les combats du front macédonien

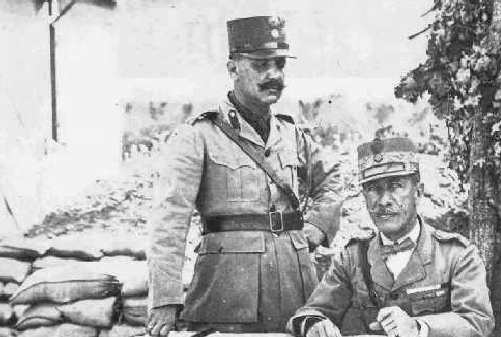
Le général Emmanuel Zymvrakakis (à droite) et son chef d'état-major lors de la bataille de Skra-di-Legen.

Toujours suspicieux vis-à-vis des Grecs et craignant leur réaction après la déposition de Constantin Ier, les Français choisissent d’envoyer les troupes hellènes combattre aux côtés des forces britanniques, sur le Strymon. Mais le départ des soldats russes consécutif à la révolution d’Octobre et la propagation des idées bolcheviques sur le front d’Orient obligent Guillaumat à faire davantage confiance aux Grecs.
Entre le 29 et le 31 mai 1918, les troupes hellènes soutenues par les Français remportent une importante victoire à la bataille de Skra-di-Legen. Elles prennent alors un front de 12 km et occupent tous les observatoires des cimes. Surtout, elles font prisonniers le 49e régiment bulgare avec ses 33 officiers et capturent également l’ensemble des conseillers allemands présents. Les pertes dans les rangs grecs sont toutefois importantes.
En septembre 1918, les troupes de la Grèce et de l’Entente (désormais sous les ordres du général Franchet d'Espèrey) mènent de nouvelles offensives contre la Bulgarie. Les 14 et 15 septembre, les forces serbes et françaises remportent ainsi la bataille de Dobro Polje, en Macédoine. Quelques jours plus tard, les 18 et 19 septembre, Grecs et Britanniques livrent la troisième bataille de Doiran, en Thrace. Bientôt, Sofia n’est plus en mesure de poursuivre les combats et la Bulgarie signe l'armistice de Thessalonique avec les Alliés le 29 septembre.
Dans les semaines qui suivent, l’Empire ottoman (armistice de Moudros du 30 octobre), l’Autriche-Hongrie (armistice de Padoue du 3 novembre) et l’Allemagne (armistice de Rethondes du 11 novembre) abandonnent à leur tour les combats.

## Dans le camp des vainqueurs

### La conférence de Paris
Avant même le début de la conférence de Paris, Venizélos fait connaître les demandes grecques aux Alliés dans un « Mémoire », le 30 décembre 1918. Le Premier ministre veut apparaître comme un disciple du Président des États-Unis, Woodrow Wilson, afin d'en obtenir le soutien. Il se fait l'apôtre d'une Société des Nations où les frontières des États seraient définies non par l'histoire mais par les statistiques. Le « Mémoire » présente des chiffres de population, établis par les services grecs. Venizélos constate que seuls 55 % des Grecs vivent sur le territoire de l'État grec. Naturellement, il ne revendique pas, pour son pays, l'Égypte (où vivent 15 000 Grecs), la Bulgarie (43 000 Grecs), le sud de la Russie (400 000 Grecs) et les États-Unis (450 000 Grecs). Il est également prêt à abandonner le Dodécanèse (peuplé de 102 000 Grecs) et Chypre (235 000 Grecs). Mais il réclame la réunion de l'Épire du Nord, où se trouvent 151 000 Grecs, la Thrace et Constantinople (731 000 Grecs) et l'Asie mineure (1 694 000 Grecs).

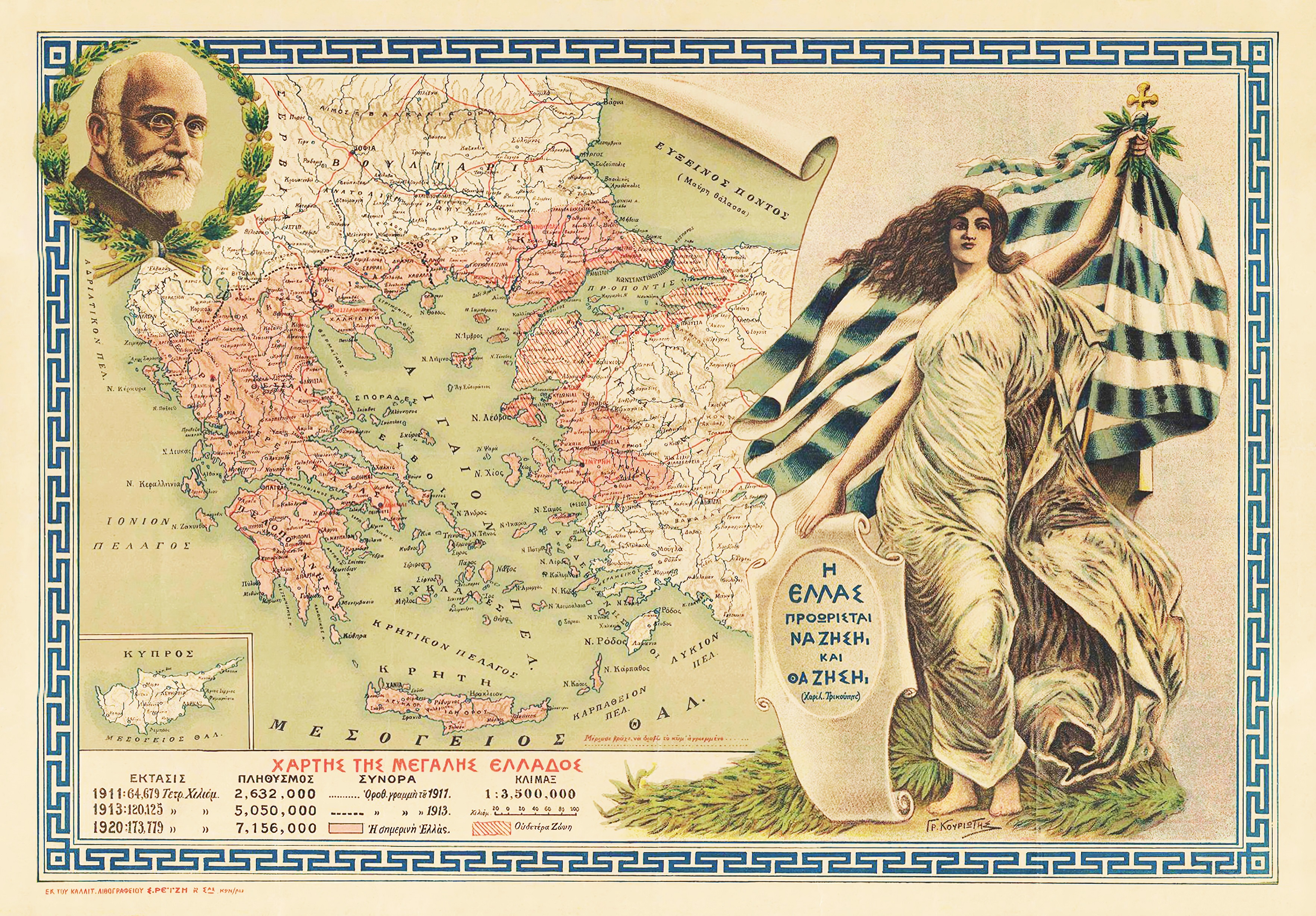
La grande Grèce de Venizélos.

Concernant l'Épire du Nord, le Premier ministre est prêt à abandonner une partie du territoire, comme la région de Tepelen, afin de conserver le reste, comme Koritsa. Afin d'éviter qu'on lui oppose l'argument que les Grecs d'Albanie parlent l'albanais plus que le grec, il rappelle que l'argument de la langue pour rattacher une région est un argument allemand. C'est une référence à peine dissimulée au problème de l'Alsace-Lorraine : française par choix pour les Français ; allemande linguistiquement pour les Allemands. Venizélos précise que des chefs de la guerre d'indépendance ou des membres de son gouvernement, comme le général Danglis ou l'amiral Koundouriotis, ont l'albanais comme langue maternelle, mais se sentent totalement grecs,.
Pour la Thrace, Venizélos rappelle la modération grecque vis-à-vis de la Bulgarie lors des guerres balkaniques, surtout au traité de Bucarest, où la région lui avait été laissée. Il montre que, malgré tout, celle-ci s'est rangée du côté de la Triplice lors de la Première Guerre mondiale, alors que lui-même avait été prêt à de nouvelles concessions pour la garder dans le camp de l'Entente. Il décrit alors les Bulgares comme les Prussiens des Balkans. Venizélos évite par contre de faire de Constantinople l'objectif principal de sa diplomatie. Il suggère bien sûr que la ville revienne à son pays car 304 459 habitants y sont grecs et qu’y siège le Patriarcat œcuménique orthodoxe. Mais Venizélos évite de rappeler le souvenir de l'Empire byzantin et de Constantin XI Paléologue. Si la ville ne peut être grecque, il refuse cependant qu'elle reste turque et suggère la création d'un État autonome sous l'égide de la SdN qui contrôlerait aussi les Détroits.
L'Asie mineure est en fait le principal objectif de Venizélos. Il s'était déjà montré prêt, quelques années plus tôt, à lâcher les 2 000 km2 de Drama et Kavala pour les 125 000 km2 d'Anatolie. Il s'appuie sur le douzième point de Wilson accordant la souveraineté turque aux régions turques de l'Empire ottoman, mais un développement autonome aux autres nationalités. Venizélos propose d'un côté un État arménien et de l'autre de rattacher toute la côte et l'ensemble des îles (1,4 million de Grecs, 15 diocèses et 132 écoles) à la Grèce.

### La question de l'Épire, du Dodécanèse et de la Thrace occidentale
Pendant la conférence, une commission spécifique, dite « des affaires grecques », est présidée par Jules Cambon. Là, l'Italie exprime son opposition au point de vue de Venizélos, principalement sur la question de l'Épire du Nord. La France apporte son soutien entier au Premier ministre grec, tandis que Royaume-Uni et États-Unis adoptent une position neutre. Venizélos utilise à nouveau un argument inspiré de Wilson : la volonté des peuples. Il rappelle qu'en 1914, un gouvernement autonomiste grec avait été créé dans la région qui exprimait ainsi sa volonté d'être grecque. Il ajoute un argument économique : selon lui, l'Épire du Nord est plutôt tourné vers la Grèce que vers l'Albanie. Le 29 juillet 1919, un accord secret est signé entre Elefthérios Venizélos et le ministre des Affaires étrangères italien Tommaso Tittoni. Il règle les problèmes entre les deux pays. Le Dodécanèse doit retourner à la Grèce, sauf Rhodes. En Asie mineure, la ligne de démarcation entre les forces italiennes et grecques est dessinée, laissant une part importante de la région, pourtant revendiquée par la Grèce, à l'Italie. L'accord reconnaît aussi les revendications grecques sur la Thrace. Il cède l'Épire du Nord, alors occupé par les troupes italiennes, à la Grèce. En échange, celle-ci promet de soutenir les revendications italiennes sur le reste de l'Albanie. Le 14 janvier 1920, la session de la Conférence, présidée par Georges Clemenceau, entérine l'accord Tittoni-Venizélos, en précisant que son application est suspendue au règlement du conflit entre l'Italie et la Yougoslavie,.

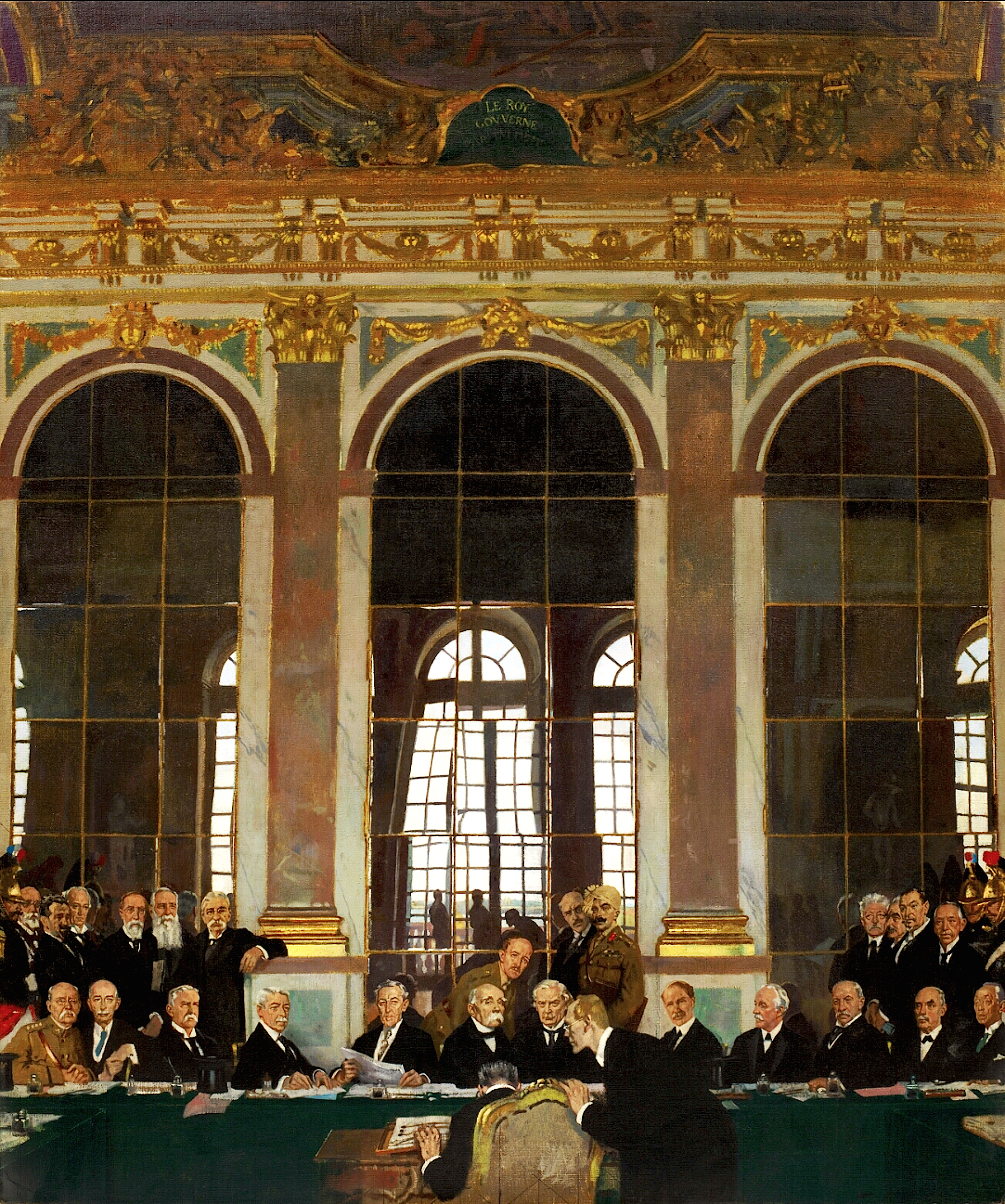
La signature du traité de Versailles. Venizélos est le deuxième, debout, en partant de la gauche.

La Bulgarie, quant à elle, tente de plaider sa cause à propos de la Thrace en envoyant elle aussi un « Mémoire » à la conférence de la Paix. Mais, dans le camp des vaincus, elle n'est pas invitée à Paris et a des difficultés à faire valoir ses revendications face à la Grèce. De plus, Venizélos rend publique une pétition des députés musulmans au parlement de Sofia demandant l'occupation du pays par les troupes alliées et grecques afin de soulager leurs souffrances. Venizélos y confronte l'opinion des musulmans de Grèce (seize élus musulmans de Macédoine au parlement hellénique) et de Crète : ils sont, selon le Premier ministre, heureux en Grèce. Il reçoit le soutien de la Grande-Bretagne et de la France (par la voix de Jules Cambon directement). L'Italie joue un temps la carte bulgare pour obtenir des concessions en Albanie. Les États-Unis font faire quelques modifications de détail. Dans l'ensemble, Venizélos obtient ce qu'il désire pour son pays en Thrace dans le traité de Neuilly du 27 novembre 1919, qui accorde à la Grèce la Thrace occidentale,.
Le 17 mai 1920, le Sénat des États-Unis reconnaît les droits de la Grèce sur l'Épire du Nord, dans le cadre de l'accord Tittoni-Venizélos. Cependant, le 22 juillet, le nouveau ministre italien des Affaires étrangères, Carlo Sforza, dénonce cet accord. La conférence de la paix, devant l'hostilité italienne, renvoie le problème de l'Épire du Nord devant la conférence des Ambassadeurs,.

### La question de la Thrace orientale et de l'Asie mineure
Au printemps suivant, une insurrection turque contre la présence occidentale secoue la Thrace orientale. Venizélos obtient alors du « Conseil des Quatre » (Lloyd George, Vittorio Orlando, Georges Clemenceau et Woodrow Wilson) l'autorisation d'occuper militairement la région pour y « maintenir l'ordre ».
Les négociations concernant le partage de l'Asie mineure sont elles aussi très compliquées. La Turquie n'y est pas en position de force, à cause, notamment, du génocide arménien et de la politique équivalente menée contre les Grecs du Pont. Mais l'Entente a fait des promesses équivalentes (concernant la région de Smyrne) à la Grèce et à l'Italie pour les attirer dans son camp. De plus, les États-Unis envisagent de régler la question en créant un État plus ou moins autonome pour les Grecs d'Asie mineure qui ne voudraient pas, selon eux, être rattachés à la Grèce. Chaque pays fait alors assaut de statistiques contradictoires pour faire valoir son point de vue. Il est finalement convenu de placer la région sous divers mandats internationaux (dont un mandat grec pour la région de Smyrne) et de procéder ensuite à un référendum, selon le deuxième point de Wilson. Venizélos évoque alors des troubles qui se développent dans la région, suggérant qu'ils pourraient dégénérer en prenant la même forme qu'en Arménie et dans le Pont. Il demande l'autorisation d'envoyer préventivement des troupes pour prévenir toute atrocité. Le « Conseil des Quatre » donne son aval.

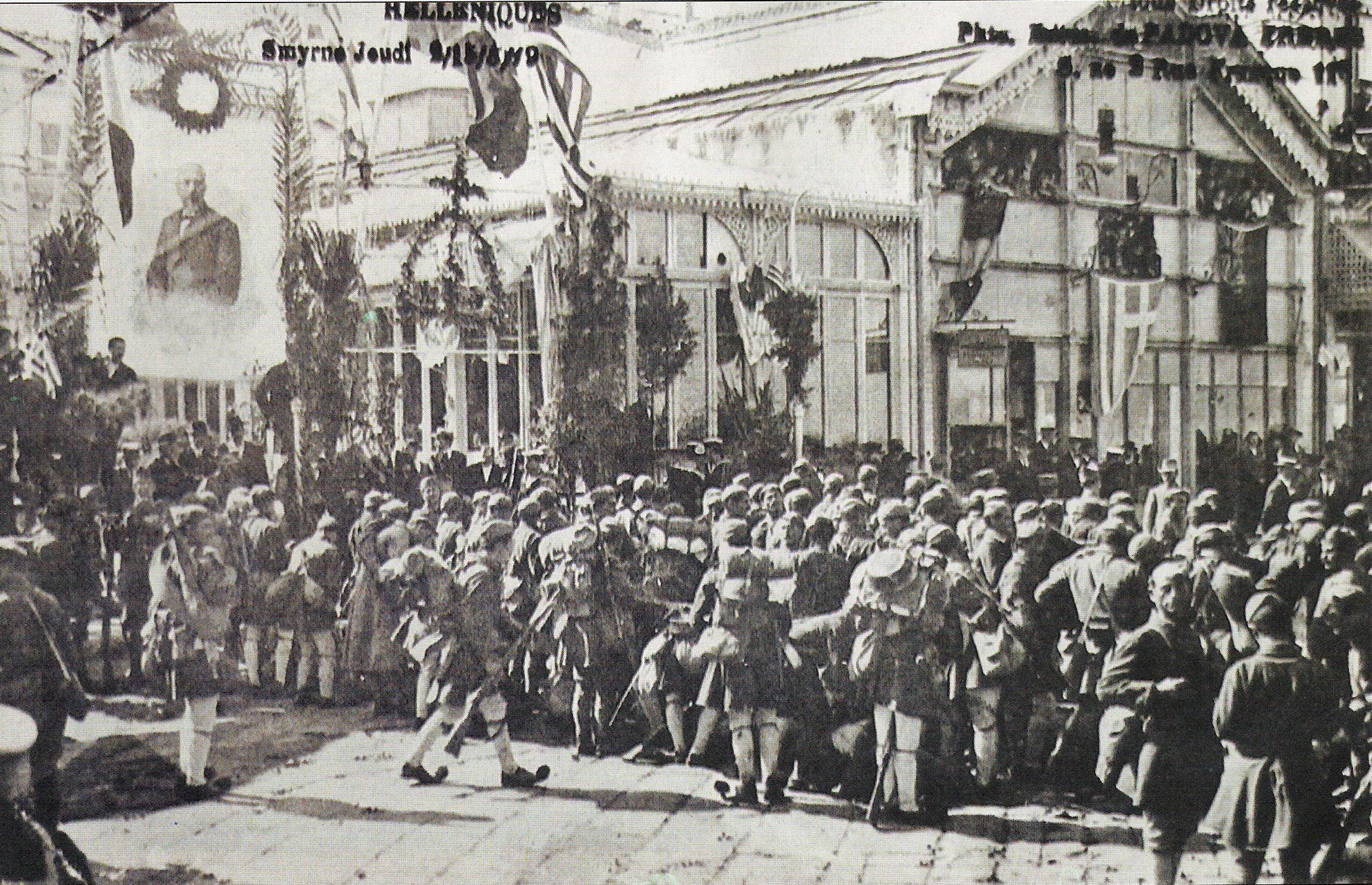
Débarquement des troupes grecques à Smyrne le 15 mai 1919.

Le 15 mai 1919, les troupes grecques débarquent à Smyrne et des pogroms anti-turcs s’y produisent. Ces événements placent Venizélos en porte-à-faux vis-à-vis du « Conseil des Quatre ». Il se défend le 20 mai en disant que son haut-commissaire a outrepassé ses instructions. Mais c'est lui qui ordonne expressément de reprendre Aydın début juillet. Cette contre-attaque grecque aboutit à la destruction du quartier turc de la ville. En novembre, la commission d'enquête internationale, envoyée sur place dès le printemps, rend ses conclusions et suggère que les troupes grecques soient remplacées par des troupes alliées. Venizélos se plaint alors que la commission a adopté uniquement le point de vue des nationalistes turcs. Il soutient son haut-commissaire qui a dû, selon lui, assurer toutes les fonctions d'une administration disparue et tenter de maintenir l'ordre. Le 12 novembre, Clemenceau rend les autorités grecques responsables de tous les troubles en Asie mineure. Le lendemain, Venizélos refuse une commission interalliée placée aux côtés de son haut-commissaire pour l'« assister » et obtient gain de cause. Il est alors à l'apogée de son influence diplomatique. En janvier 1920, le nouveau président du Conseil français, Alexandre Millerand, plutôt turcophile, annonce qu'il préférerait une simple sphère d'influence économique grecque sur la région de Smyrne et qu'il n'est pas prêt à recommencer la guerre pour une telle cause. La réponse de Venizélos est directe : la Grèce n'a pas besoin de l'aide alliée pour s'imposer militairement en Asie mineure. Millerand cède alors Smyrne à la Grèce, mais exige qu'elle n'en sorte pas, même pour imposer les traités aux Turcs de Mustafa Kemal. On pense alors pouvoir signer l'accord réglant le sort de la Turquie.

### De la «Grande Idée» à la «Grande Catastrophe»

L'expansion territoriale de la Grèce entre 1832 et 1947. Les territoires annexés après la Première Guerre mondiale apparaissent en orange et en jaune. Ceux en jaune sont reperdus après la guerre gréco-turque.

Le traité de Sèvres (signé par Venizélos le 10 août 1920) confirme à la Grèce toutes ses conquêtes depuis 1913 et lui accorde la Thrace orientale (hormis Constantinople) et des droits de souveraineté sur toute la région de Smyrne, en attendant un référendum dans les cinq ans au sujet du rattachement de la région à la Grèce. Le même jour, Venizélos signe un accord avec l'Italie dans lequel celle-ci renonce au Dodécanèse, sauf Rhodes qui doit rester italienne jusqu'à un référendum dans les quinze ans. Mais cet accord ne parle ni de l'Épire du Nord ni de l'Albanie. La conférence des Ambassadeurs règle la question et accorde l'Épire du Nord à l'Albanie le 9 novembre 1920. Cependant, la Turquie de Mustafa Kemal ne reconnaît pas le traité de Sèvres. Il est alors convenu de le lui imposer militairement. Venizélos déploie à ce sujet à nouveau des trésors de diplomatie afin que son pays ne se retrouve pas seul face aux armées turques en Anatolie,,.
Ayant presque réalisé la « Grande Idée » (c'est-à-dire l'union de tous les Grecs dans un même État), Venizélos est à l'apogée de ses succès diplomatiques, d'autant que le traité de Sèvres a mis fin à la « protection » obligatoire que les Grandes Puissances imposaient à la Grèce depuis les traités de 1832, 1863 et 1864. La fin de cette « protection » du pays est donc aussi mise au crédit de Venizélos.
Pourtant, le décès accidentel du roi Alexandre Ier le 25 octobre 1920 et l’enlisement du conflit avec la Turquie provoquent la défaite électorale de Venizélos et le retour au pouvoir de Constantin Ier en novembre-décembre,. La restauration du souverain détrôné en 1917 n’amène cependant pas la paix escomptée et la Grèce connaît de graves défaites face aux troupes de Mustafa Kemal. Après plusieurs mois de combats, le traité de Lausanne du 24 juillet 1923 rend à la Turquie la Thrace orientale et la Ionie tandis que des milliers de Micrasiates sont assassinés ou expulsés. C'est la « Grande Catastrophe », qui aboutit à une grave crise politique et sociale en Grèce. Dans le même temps, le traité redonne formellement à l'Italie, qui profite de l'isolement diplomatique de la Grèce, toutes les îles annexées du Dodécanèse pour en faire une colonie sous l'appellation de Possedimenti Italiani dell'Egeo.

## Bilan des victimes
Dans Les Campagnes de l'armée hellénique, 1918–1922, Jean Bujac estime le nombre des victimes grecques de la Première Guerre mondiale à 8 365 soldats morts au combat et 3 255 militaires disparus. Le démographe soviétique Boris Urlanis décompte, quant à lui, un total de 26 000 morts grecs, dont 15 000 militaires décédés de maladies. Il existe toutefois d'autres estimations des pertes grecques. En 1922, le War Office estime ainsi le nombre des victimes à 5 000 tués ou morts de blessures et 1 000 prisonniers et disparus.
Du côté de la société civile, le nombre des personnes mortes durant la guerre dépasserait de 150 000 individus le nombre des décès d'avant-guerre. Ce chiffre serait dû à la famine provoquée par le blocus des Alliés et à la grippe espagnole.

## Dans la culture populaire

### Musées
- Le Musée de la Guerre d’Athènes et son antenne de Thessalonique présentent des collections consacrées à la Première Guerre mondiale.
- Le Musée serbe de Corfou commémore la présence de l'armée et du gouvernement serbes à Corfou durant la Première Guerre mondiale.
- Le Fort Rupel abrite aujourd'hui un petit musée consacré à la Première et à la Seconde Guerre mondiale.

### Cinéma
Salonique, nid d'espions (également connu sous le titre de Mademoiselle docteur) est un film français réalisé par Georg Wilhelm Pabst, sorti en 1937.

### Littérature
Dans son recueil Chant de douleur et orgueil, le poète serbe Milutin Bojić consacre le poème « Plava grobnica » (en français : « Cimetière bleu ») aux eaux entourant l’îlot de Vído, qui servent de nécropole aux 5 000 soldats serbes morts à Corfou après leur défaite face aux troupes austro-hongroises et bulgares.

### Chanson
La chanson Της αμύνης τα παιδιά (« Les p'tits gars de la Défense »), dans sa version originale vers 1918, évoque les combats de Skra-di-Legen contre les Bulgares et les Allemands.

### Sur la Grèce et la Première Guerre mondiale
- (en) George F. Abbott, Greece and the Allies 1914-1922, Londres, Methuen & Co. Ltd, 1922 (lire en ligne).
- (fr) Jean Bujac, Les campagnes de l'armée hellènique, 1918–1922, Lavauzelle & Cie., 1930.
- (en) David Dutton, « The Deposition of King Constantine of Greece, June 1917: An Episode in Anglo-French Diplomacy » dans Canadian Journal of History, vol. 12, no 4, 1977.
- (en) Zisis Fotakis, Greek naval strategy and policy, 1910-1919, London New York, NY, Routledge, coll. « naval policy and history », 2005 (ISBN 978-0-203-54997-1, 978-0-203-97027-0 et 978-0-415-35014-3, OCLC 61658490).
- (fr) Dimitri Kitsikis, Propagande et pressions en politique internationale. La Grèce et ses revendications à la Conférence de la Paix, 1919-1920 – Paris, Presses universitaires de France, 1963, 537 pages. (Thèse de 3e cycle, en Sorbonne).
- (fr) Dimitri Kitsikis, Le rôle des experts à la Conférence de la Paix de 1919 - Ottawa, Éditions de l’Université d’Ottawa, 1972, 227 pages. (Le rôle du gouvernement grec).
- (en) An index of events in the military history of the Greek nation, Athens, Army History Directorate, 1998, 506 p. (ISBN 978-9-607-89727-5, OCLC 475469625).
- (en) George B. Leon, Greece and the Great Powers 1914-17, Thessalonique, Institute of Balkan Studies, 1974 (ISBN 0722800010).
- (fr) Rémy Porte, « Comment faire plier un neutre ? L’action politique et militaire de la France en Grèce (1915-1917) », Cahiers de la Méditerranée, vol. 81,‎ 15 décembre 2010 (ISSN 0395-9317, lire en ligne).

### Autres ouvrages sur la Grèce et les Balkans
- Georges Castellan, Histoire des Balkans : XIVe – XXe siècle, Paris, Fayard, 1999, 643 p. (ISBN 978-2-213-60526-5, OCLC 1040501319)
- (en) Richard Clogg, A concise history of Greece, Cambridge, England New York, Cambridge University Press, coll. « Cambridge concise histories », 2002 (réimpr. 1992), 291 p. (ISBN 978-0-521-80872-9, 978-0-521-00479-4 et 978-0-521-37830-7, OCLC 59489009, lire en ligne).
- (fr) Olivier Delorme, La Grèce et les Balkans, Du Ve siècle à nos jours, t. 2, Gallimard, Paris, 2013
- Édouard Driault et Michel Lhéritier, Histoire diplomatique de la Grèce de 1821 à nos jours, t. V, Paris, PUF, 1926 (lire en ligne).
- (en) Richard Hall, The Balkan Wars, 1912-1913 : prelude to the First World War, London New York, Routledge, coll. « Warfare and History », 2000, 192 p. (ISBN 978-0-415-22947-0, OCLC 760582084)
- (el) Pavlos Karolidis et Constantin Paparrigopoulos, History of the Hellenic Nation, Volume VI, Eleftheroudakis, 1925
- (en) Spíros Markezínis, Political History of modern Greece, vol. IV, Papyros, 1968.
- Apostolos Vacalopoulos, Histoire de la Grèce moderne, Roanne, Ed. Horvath, coll. « Histoire des nations européennes », 1975, 330 p. (ISBN 978-2-717-10057-0, OCLC 924945911)

### Autres ouvrages sur la Première Guerre mondiale
- (en) David Burg, L. Edward Purcell et William Manchester (introduction), Almanac of World War I, Lexington, Ky, University Press of Kentucky, 1998, 320 p. (ISBN 978-0-813-12072-0 et 978-0-813-12745-3, OCLC 929351535, lire en ligne)
- (en) David Dutton, The politics of diplomacy : Britain and France in the Balkans in the First World War, London New York New York, I.B. Tauris Distributed by St. Martin's Press, coll. « International library of historical studies » (no 13), 1998, 248 p. (ISBN 978-1-860-64112-1, OCLC 878678035, lire en ligne)
- (en) Michael Hickey, The First World War, t. 4 : The Mediterranean Front, 1914-1923, Oxford, Osprey Publishing, coll. « Guide To », 2014 (ISBN 978-1-472-80979-7, OCLC 883427825)
- Pierre Miquel, Les poilus d'Orient, Paris, Fayard, 1998, 349 p. (ISBN 978-2-213-60027-7, OCLC 231787236)

### Biographie de personnalités liées à l'événement
- (en) S. M. Chester, Life of Venizelos, with a letter from His Excellency M. Venizelos, Londres, Constable, 1921 (lire en ligne).
- (fr) Vice-amiral Louis Dartige du Fournet, Souvenirs de guerre d'un amiral, 1914-1916, Paris, Plon-Nourrit, 1920 (Lire des extraits)
- (en) H. A. Gibbons, Venizelos, Houghton Mifflin Company, 1920
- (en) Paschalis Kitromilides, Eleftherios Venizelos : the trials of statesmanship, Edinburgh, Edinburgh University Press, 2006, 403 p. (ISBN 978-0-748-62478-2, OCLC 64555283)
- Dimitris Michalopoulos et G. K. Stefanakis (avant-propos) (préf. Dan Berindei), Attitudes parallèles : Eleuthérios Vénisélos et Take Ionescu dans la Grande Guerre, Athènes, Institut de recherches sur Eleutherios Vénisélos et Son époque, 2005 (ISBN 978-9-608-84573-2, OCLC 895150120)
- (en) Hibben Paxton, Constantine I and the Greek People, Century, New York, 1920 (Lire en ligne)
- (en) V. J. Seligman, Victory of Venizelos, 1920 (Télécharger)
- (en) John Van der Kiste, Kings of the Hellenes : the Greek kings, 1863-1974, Stroud, Gloucestershire, Sutton, 1999, 200 p. (ISBN 978-0-750-92147-3, OCLC 833551797)